# Équipe cycliste Tinkoff
Vous lisez un « bon article » labellisé en 2010.
L'équipe cycliste Tinkoff est une formation russe de cyclisme professionnel sur route participant au World Tour. Elle courait sous une licence danoise de ses débuts jusqu'en 2013 inclus. L'équipe est dirigée par l'ancien vainqueur du Tour de France Bjarne Riis et est gérée par l'entreprise Tinkoff Sport qui fait suite au rachat de la structure initiale Riis Cycling par Oleg Tinkov en fin d'année 2013. Le sponsor principal, Tinkoff à partir de 2014, succède dans ce rôle à la banque danoise devenue sponsor secondaire Saxo Bank, qui a elle-même succédé à CSC, une entreprise américaine de services en technologie de l'information de 92 000 salariés.
Fondée au début de la saison 1998 sous le nom de Team Home-Jack & Jones, l'équipe était engagée en seconde division professionnelle. Elle concourt en première division (devenu le Pro Tour) depuis l'année 2000. Depuis cette date, sous le nom de ses sponsors successifs, Team Memory Card-Jack & Jones puis CSC-World Online, CSC-Tiscali, Team CSC, Team CSC Saxo Bank, Team Saxo Bank, Team Saxo Bank-Sungard avant de redevenir Team Saxo Bank en 2012. L'équipe trouve un nouveau co-sponsor et prend le nom de Team Saxo Bank-Tinkoff Bank à partir du Tour de France 2012. Lors de la saison 2013, elle devient Saxo-Tinkoff, puis Tinkoff-Saxo pour la saison 2014.
L'équipe participe notamment à chaque édition du Tour de France. Elle a remporté des étapes sur chacun des trois grands tours, ainsi que le classement général de six d'entre eux, le Tour d'Italie, en 2006, grâce à Ivan Basso, en 2015, grâce à Alberto Contador, le Tour de France en 2008 grâce à Carlos Sastre et 2010 avec Andy Schleck ainsi que le Tour d'Espagne, en 2012 et 2014, grâce à Alberto Contador. L'équipe a également remporté de nombreuses classiques, dont Milan-San Remo, Paris-Roubaix et Liège-Bastogne-Liège.
En juin 2010, Kim Andersen annonce son intention de créer une équipe luxembourgeoise (Luxembourg Pro Cycling Project devenu Leopard-Trek). Fränk et Andy Schleck, Jakob Fuglsang, Jens Voigt, Stuart O'Grady entre autres quittent l'équipe avec lui. Pour remplacer ces coureurs, Bjarne Riis recrute Alberto Contador, ainsi que ses lieutenants Daniel Navarro, Benjamín Noval et Jesus Hernandez.
L'Espagnol Alberto Contador, le Slovaque Peter Sagan et le Polonais Rafał Majka sont les principaux coureurs en 2016 de la formation qui a terminé les saisons 2005, 2006 et 2007 à la première place du classement UCI ProTour et 2010 du Classement mondial UCI.

## Histoire de l'équipe
L'entreprise qui possède l'équipe, qui s'est d'abord appelée Professional Cycling Denmark ApS, est créée à l'automne 1996 par Torben Kølbæk, Finn Poulsen, Johannes Poulsen et l'ancien champion du monde amateur Alex Pedersen, tous du club cycliste danois Herning CK, et par Bjarne Riis, qui court alors pour Deutsche Telekom. L'équipe est fondée avec la licence amateur du club danois Herning CK, basée à Herning, avec l'objectif avoué de courir le Tour de France en 2000.

### 1998-2000: les débuts

#### 1998-1999: Home-Jack & Jones

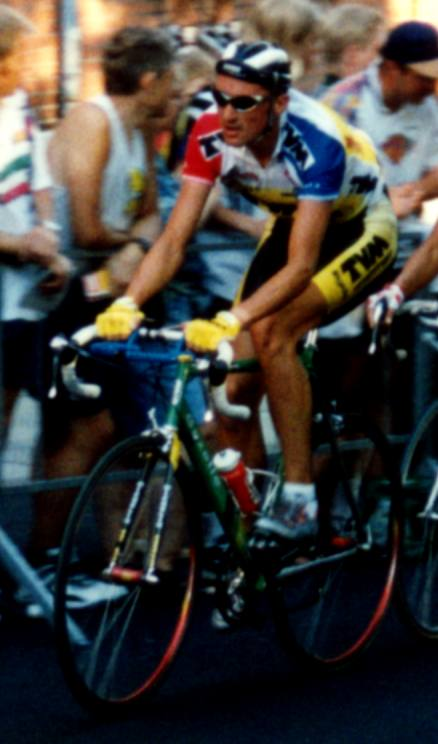
Jesper Skibby, ici en 1997, fait partie de l'équipe à sa création en 1998.

L'équipe démarre en 1998, avec pour directeurs sportifs Alex Pedersen et Torben Kølbæk, qui restent à ce poste six ans. Elle compte d'abord onze coureurs, aussi bien des néo-professionnels que les expérimentés coureurs danois Brian Holm et Jesper Skibby, qui ont tous deux participé plusieurs fois au Tour de France. Skibby y a même remporté une étape en 1993. Les sponsors principaux sont alors une agence immobilière danoise, home, et un producteur de vêtements, Jack & Jones, qui appartient à Bestseller a/s. Grâce à plusieurs sponsors secondaires, le budget de l'équipe s'élève aux alentours de 1 000 000 € pour la saison 1998, dont une partie est apportée par Riis lui-même, qui possède 50 % des parts de l'équipe. L'équipe court sa première saison en deuxième division, participant à des courses d'importance secondaire. Dès son premier mois d'existence, Christian Andersen et Jesper Skibby remportent les premiers succès de la jeune équipe, mais en avril 1998, Brian Holm crée la surprise en décidant de quitter l'équipe, où il s'entend mal avec l'encadrement, pour rejoindre la concurrente Team Acceptcard.
L'affaire Festina, ce scandale de dopage qui affecte le Tour de France 1998, n'atteint pas directement l'équipe, mais Bjarne Riis, vainqueur de la course deux ans plus tôt, est accusé de dopage par les médias danois au début de 1999. Sous la pression du sponsor et des médias, il doit vendre sa participation dans Professional Cycling Denmark ApS au Herning Cycle Club.
Malgré cette ambiance délicate, l'équipe termine la saison 1998 à la 32e place mondiale et avec un budget en hausse, qui atteint 2 400 000 € au total. L'équipe compte désormais 14 coureurs et embauche des coureurs de plus haut niveau. En septembre 1999, l'équipe fait la une de l'actualité cycliste lorsque son coureur belge Marc Streel est contrôlé avec un hématocrite de 53,4 %, plus élevé que les 50 % autorisés. Suspecté de dopage à l'EPO, il est licencié par l'équipe. Inquiet de l'ampleur du dopage dans le sport, home met fin à son sponsoring à la fin de l'année. Malgré ces déboires, l'équipe termine la saison avec 26 victoires, dont celle de Michael Sandstød aux Quatre Jours de Dunkerque, en tête de la deuxième division, et est promue en première division mondiale pour la saison 2000. Le nombre de courses remportées par l'équipe en 1999 n'est plus atteint avant 2005.

#### 2000: Memory Card-Jack & Jones

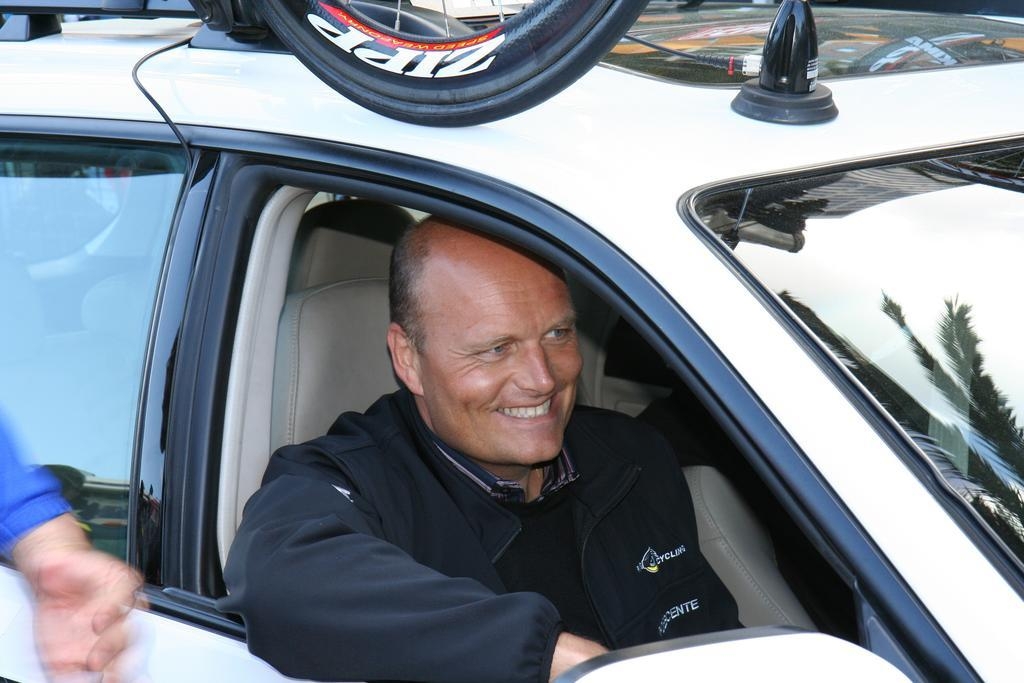
Bjarne Riis signe son contrat de manager en 2000.

Pour la saison 2000, Memory Card, producteur danois de cartes mémoire, devient co-sponsor et le coureur danois Bo Hamburger est engagé comme capitaine de route. Bien que l'équipe ne remporte pas autant de victoires que l'année précédente, elle en obtient de plus importantes et est invitée par les organisateurs à participer au Tour de France, réalisant l'objectif fixé à la création de l'équipe.
En avril 2000, Nicolai Bo Larsen est contrôlé avec un hématocrite de 51 %. Cependant, à la différence de Streel, il conserve sa place dans l'équipe : il est contrôlé à 47 % la veille et le lendemain de son contrôle positif. Bo Larsen est finalement acquitté sur le fondement d'un rapport médical, mais cette affaire porte néanmoins atteinte à l'image de l'équipe dans l'opinion publique danoise, qui s'étonne de ce que soient utilisés deux poids et deux mesures en matière de dopage.
À l'automne 2000, Bjarne Riis est embauché par l'équipe comme manager de l'équipe pour la saison 2001, contre l'avis du sponsor Jack & Jones. Il rachète ses parts dans Professional Cycling Denmark ApS, mais est en butte au mécontentement de Jack & Jones, déjà échaudé par l'affaire Bo Larsen, qui ne renouvelle pas son contrat de sponsoring, et aux difficultés financières de Memory Card, qui fait faillite en février 2001,.

### L'équipe de Bjarne Riis

#### 2001-2002: CSC-World Online puis CSC-Tiscali
CSC (Computer Sciences Corporation) et le fournisseur d'accès à Internet européen World Online deviennent les sponsors de l'équipe, offrant un sponsoring conjoint pour un montant de 4 500 000 €. Après le rachat de World Online par le géant italien des télécommunications Tiscali, le nom de l'équipe devient le 1er juillet 2001 CSC-Tiscali.
En avril 2001, Bo Hamburger est contrôlé positif à l'EPO grâce à une nouvelle méthode de contrôle qui distingue l'EPO naturelle de l'EPO de synthèse utilisé pour le dopage en déterminant le pourcentage d'EPO basique. Le premier test subi par Hamburger indique un taux de 82,3 %, supérieur à la limite de 80 % autorisé par l'UCI, mais les contre-expertises donnent des taux de 82,4 % et 78,6 %. Il est donc déclaré innocent et est acquitté par le Tribunal arbitral du sport (TAS) en 2002. Le contrat de Bo Hamburger avec CSC-Tiscali est cependant rompu en septembre 2001.

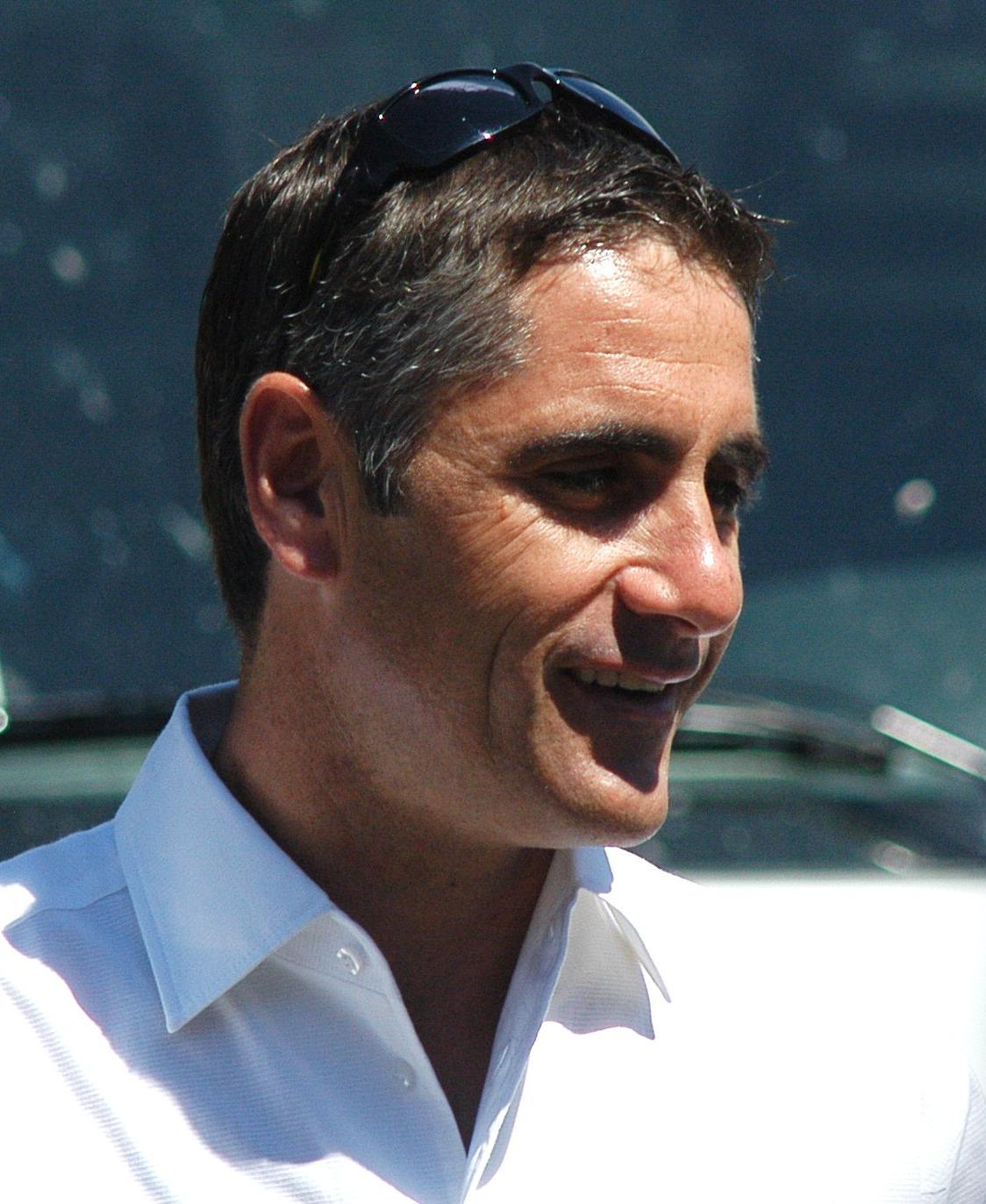
Laurent Jalabert, ici en 2007, rejoint l'équipe en 2001.

La signature du célèbre coureur français Laurent Jalabert avant la saison 2001, après de nombreuses années dans l'équipe espagnole ONCE de Manolo Saiz, permet à l'équipe de gagner en notoriété internationale. Alors qu'il a l'intention avouée de prendre sa retraite à la fin de la saison 2002, Jalabert déclare : « je voulais terminer ma carrière dans une équipe française, mais je n'ai pas reçu d'offre intéressante, donc je me suis tourné vers CSC ». À cette époque, l'équipe est sponsorisée par le fabricant français de cycles Look, qui est étroitement associé à Jalabert. L'équipe engage aussi le coureur américain Tyler Hamilton, qui courait auparavant chez US Postal Service. La saison 2001 est l'occasion de s'imposer au meilleur niveau. Jalabert remporte le classement du meilleur grimpeur et une étape le 14 juillet sur le Tour de France, qui lui valent une popularité accrue en France. La saison se termine par la victoire dans la Classique de Saint-Sébastien de Jalabert, qui montre ainsi qu'il reste un grand coureur de classiques.
2002 est une autre saison décisive pour l'équipe grâce à Hamilton, qui prend la deuxième place du Tour d'Italie malgré une clavicule fracturée. L'équipe manque également de remporter le contre-la-montre par équipes du Tour de France, mais la victoire lui échappe à cause d'une crevaison. Jalabert remporte pour la deuxième fois le classement du meilleur grimpeur, puis une deuxième Classique de Saint-Sébastien consécutive. Il prend sa retraite à la fin de la saison, comme prévu. Enfin, en octobre, Jakob Piil remporte à son tour une classique, Paris-Tours, devançant au sprint le Français Jacky Durand.

#### 2003 et 2004

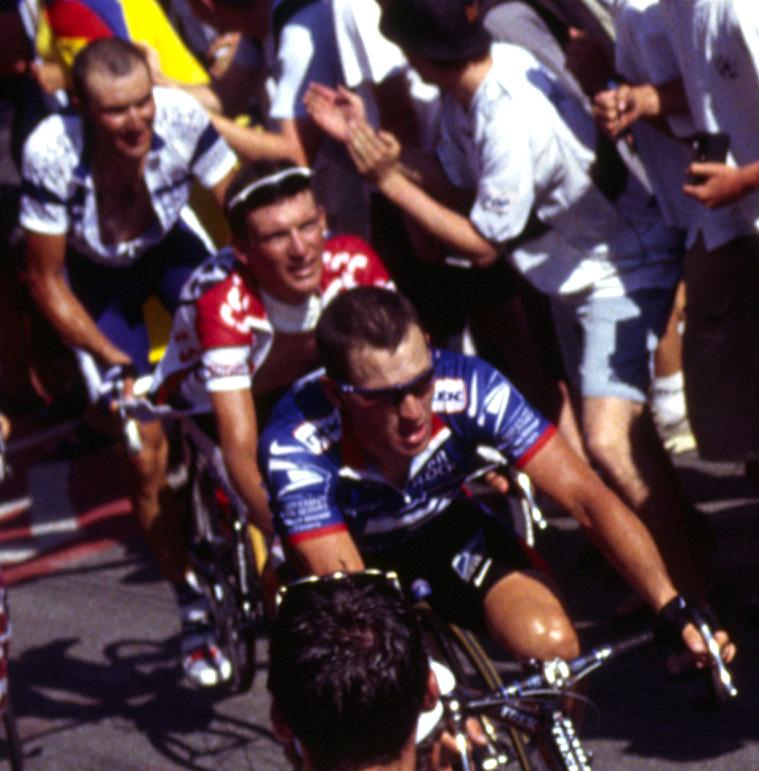
Tyler Hamilton derrière Lance Armstrong dans la montée de L'Alpe d'Huez sur le Tour de France 2003.

En 2003, Riis renomme Professional Cycling Denmark ApS en Riis Cycling A/S. Tiscali met fin à son contrat de sponsoring et Riis Cycling A/S ne trouvant pas de nouveau co-sponsor, l'équipe devient donc Team CSC. Elle commence la saison 2003 avec un budget réduit. Le siège de Riis Cycling A/S déménage de Herning au siège d'un des sponsors de l'équipe, l'assureur danois Alm. Brand, à Lyngby, dans la banlieue de Copenhague.
À partir de 2003, et jusqu'en 2009, l'équipe utilise des vélos de la marque canadienne Cervélo et des accessoires Shimano. Sa coopération avec le producteur canadien est d'autant plus fructueuse que sa spécialité est le vélo de contre-la-montre, discipline dans laquelle excellent plusieurs coureurs de l'équipe.

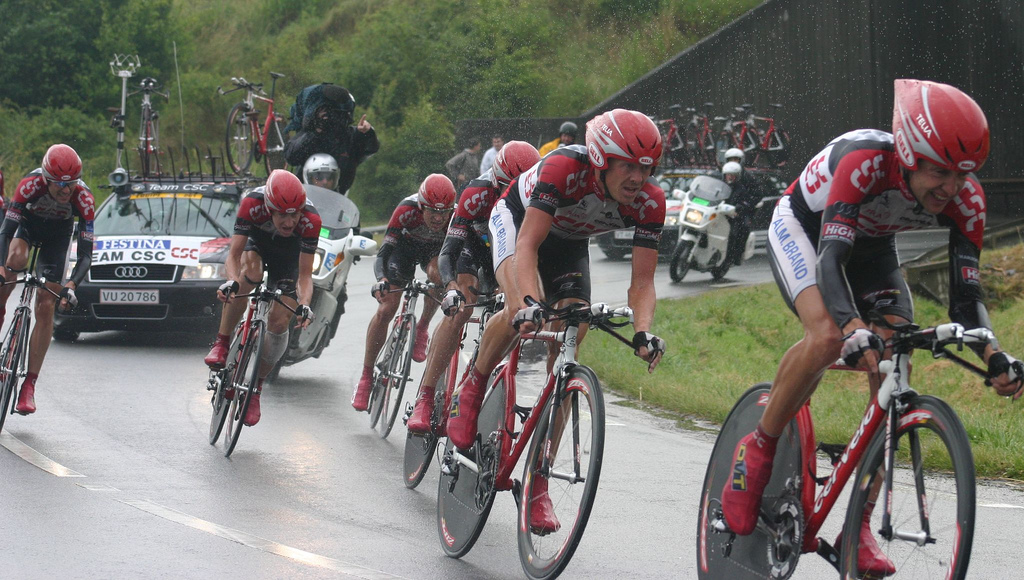
CSC, Tour de France 2004.

Au cours de la saison 2003, Tyler Hamilton s'impose comme le leader de l'équipe, avec l'objectif de se distinguer au classement général du Tour de France. Il remporte la classique Liège-Bastogne-Liège et se présente en grande forme sur le Tour, mais se casse à nouveau la clavicule dans une chute massive dès la première étape. Cette blessure lui fait perdre beaucoup de temps, mais il continue la course, remporte une étape et termine à la quatrième place du classement général, tandis que ses coéquipiers Carlos Sastre et Jakob Piil remportent également chacun une étape.
Hamilton décide de quitter CSC pour l'équipe suisse Phonak en 2004, invoquant un manque de soutien de la part de Riis. Il ne reste pas longtemps dans cette équipe, qui le licencie pour dopage au cours de la saison. L'équipe CSC embauche alors Ivan Basso, le talentueux Italien de la Fassa Bortolo avec l'intention d'en faire un candidat à la victoire sur les grands tours. Basso, qui a remporté le maillot blanc du meilleur jeune du Tour de France 2002, monte sur le podium du Tour de France dès 2004, prouvant qu'il est un des coureurs les plus prometteurs pour les grands tours.

#### 2005

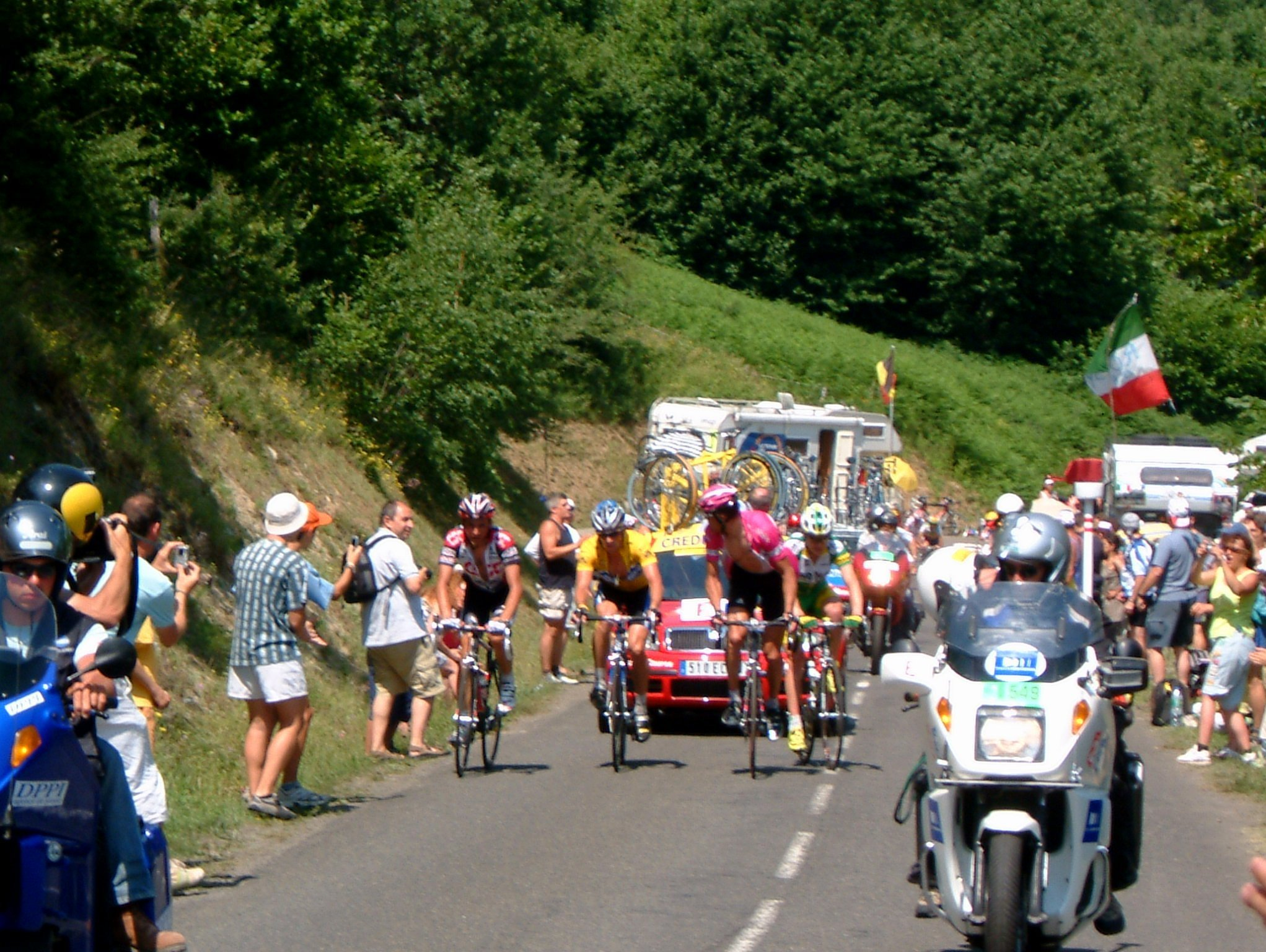
Ivan Basso (à gauche), Lance Armstrong, Jan Ullrich et Floyd Landis dans la 14e étape du Tour de France 2005.

Après une intersaison marquée par les difficultés financières et des réductions de salaire pour de nombreux coureurs, le printemps 2005 s'avère être le meilleur printemps jamais réussi par l'équipe CSC. Il est marqué par plusieurs victoires de prestige de Bobby Julich et de Jens Voigt. Après sa victoire sur Paris-Nice, Julich devient le premier coureur à porter le maillot de leader du tout nouveau UCI ProTour. L'équipe enchaîne avec trois victoires d'étape sur le Tour d'Italie, une pour David Zabriskie et deux pour Basso, bien que les espoirs de victoire finale de ce dernier aient été emportés par des maux de ventre.
Au milieu du Tour de France 2005, CSC annonce la prolongation de son sponsoring jusqu'en 2008, à des montants plus élevés, ce qui permet à Riis de renouveler le contrat de Basso pour trois nouvelles années. Basso parvient à prendre la deuxième place du Tour derrière Lance Armstrong, qui court le dernier de ses sept Tours victorieux consécutifs. L'équipe remporte également une étape, grâce à Zabriskie sur le prologue. L'automne est l'occasion de nouveaux succès au niveau ProTour : Bobby Julich remporte le classement final de l'Eneco Tour et Carlos Sastre termine deuxième du Tour d'Espagne. Sur cette dernière course, Nicki Sørensen parvient également à remporter une étape. L'équipe CSC termine la saison en tête du classement du ProTour et Bobby Julich, le premier coureur de l'équipe, termine huitième du classement individuel.

#### 2006: victoire de Basso au Giro
En 2006, grâce à un financement assuré pour plusieurs années, l'approche de la saison est orientée vers la conquête des trois grands tours : à Ivan Basso le Tour d'Italie et le Tour de France et à Carlos Sastre le Tour d'Espagne. Les deux coureurs ambitionnent d'améliorer leur deuxième place obtenue respectivement sur le Tour et la Vuelta en 2005. L'équipe compte plusieurs coureurs de contre-la-montre, dont les Américains Zabriskie, qui a remporté des contre-la-montre sur le Giro et le Tour, et Julich, médaillé de bronze dans la spécialité aux Jeux olympiques de 2004, ainsi que le coureur suisse Fabian Cancellara, qui est aussi un grand coureur de classiques. Les autres coureurs de renom de l'équipe sont l'Allemand Jens Voigt, infatigable attaquant, et l'Australien Stuart O'Grady, le seul véritable sprinteur de l'équipe.
L'équipe remporte sa première victoire de la saison sur le ProTour dès le prologue de Paris-Nice grâce au tenant du titre, Bobby Julich. Cependant, ce dernier est rapidement écarté de la course à la victoire finale. Le printemps est marqué par de nombreuses blessures, qui affectent le tiers de l'équipe et notamment O'Grady. Néanmoins, le nouveau membre de l'équipe, Cancellara, remporte la deuxième victoire du Team CSC sur le ProTour à l'occasion du contre-la-montre de Tirreno-Adriatico, puis remporte la classique Paris-Roubaix en solitaire. Le Luxembourgeois Fränk Schleck remporte dans la foulée l'Amstel Gold Race une semaine plus tard.

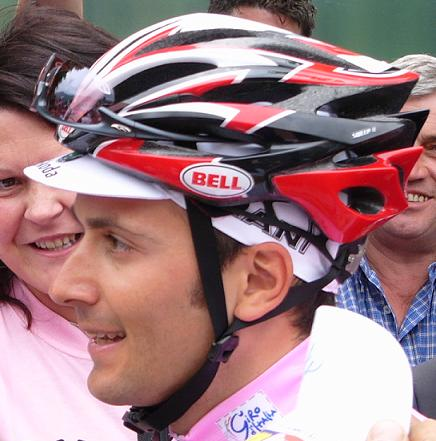
Ivan Basso sur le Tour d'Italie 2006.

Avant son premier grand objectif de la saison, l'équipe CSC surprend à nouveau en annonçant que Carlos Sastre courra le Tour d'Italie en soutien d'Ivan Basso et qu'il courra par conséquent les trois grands tours. Le vainqueur de l'édition 2005, Paolo Savoldelli, est le plus fort dans les premières étapes, avant que Jan Ullrich ne remporte le contre-la-montre devant Ivan Basso à la surprise générale. Néanmoins, dès l'arrivée du peloton dans la montagne, Basso affirme sa domination sur la course, remportant trois étapes de montagne, ainsi que le contre-la-montre par équipes avec la CSC. Basso l'emporte avec une avance de 9 minutes 18 sur son surprenant dauphin, José Enrique Gutiérrez.
Le 30 juin 2006, la direction du Tour de France annonce au cours d'une conférence de presse qu'Ivan Basso ne courra pas le Tour de France 2006 en raison de son implication supposée dans le scandale de dopage de l'Affaire Puerto. Après une période de confusion, Carlos Sastre se voit attribuer le rôle de leader. Dans les dernières étapes de montagne, il gagne du temps sur tous ses adversaires, mais est handicapé par une contre-performance dans le dernier contre-la-montre et termine quatrième, puis troisième après la disqualification de Floyd Landis. L'équipe remporte également deux étapes, dont une obtenue par Fränk Schleck au sommet de l'Alpe d'Huez à l'issue d'une remarquable course d'équipe. Jens Voigt, l'autre vainqueur d'étape de l'équipe, joue un rôle décisif dans la victoire de Schleck, et la 9e place de Sastre, devant les autres favoris, au cours de la même étape.
La saison automnale est marquée par la question, toujours en suspens, de l'implication d'Ivan Basso dans l'affaire Puerto. Le contrat liant Basso à l'équipe CSC est résilié par consentement mutuel et un non-lieu est prononcé en faveur de Basso par la Fédération italienne de cyclisme, faute de preuves. Basso nie vigoureusement s'être dopé, mais n'autorise pas le test ADN qui l'aurait définitivement blanchi. Il admet finalement être impliqué dans l'affaire Puerto le 7 mai 2007. Depuis cet épisode, l'équipe CSC s'est lancée dans un programme antidopage ambitieux. Pendant ce temps, sur la route, Jens Voigt domine largement le Tour d'Allemagne, dont il remporte le classement général et trois étapes, y compris une étape de montagne et un contre-la-montre. Carlos Sastre prend la quatrième place finale du Tour d'Espagne, après avoir porté le maillot amarillo à la suite de la victoire de son équipe dans le contre-la-montre par équipes initial. Il s'agit du cinquième grand tour consécutif disputé par Sastre.

#### 2007

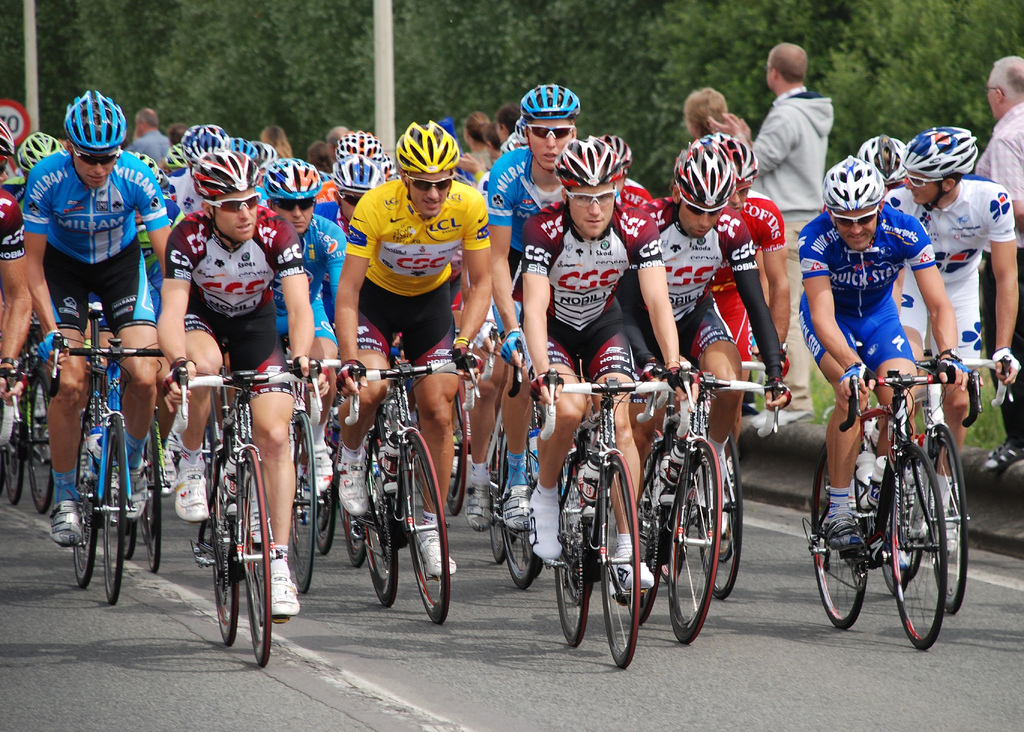
3e étape du Tour de France 2007 : l'équipe emmène le peloton sous la houlette de son maillot jaune Fabian Cancellara.

Avec le départ d'Ivan Basso, Carlos Sastre et les coureurs de classiques sont très attendus dans l'équipe en 2007. Le nouvel arrivant Juan José Haedo permet à l'équipe de partir sur le bon pied en remportant d'emblée plusieurs victoires de moindre importance. L'équipe parvient aussi, par l'intermédiaire de Stuart O'Grady, à conserver le titre conquis l'année précédente par Fabian Cancellara sur Paris-Roubaix. Plus tard dans la saison, Jens Voigt parvient également à conserver son titre sur le Tour d'Allemagne. Grâce à la présence de l'équipe tout au long de l'année, CSC remporte le classement final de l'UCI ProTour par équipes pour la troisième année consécutive.
En ce qui concerne les grands tours, Carlos Sastre bénéficie d'une équipe entièrement à son service sur la Vuelta, tandis que l'équipe du Tour est composée à la fois d'équipiers et de coureurs susceptibles de s'illustrer individuellement. De ce fait, l'équipe se présente sur le Giro sans véritable favori pour le classement général. Elle fait confiance à de jeunes coureurs, avec l'espoir qu'Andy Schleck, fort de quelques bons résultats au printemps précédent, sera capable de combattre pour le classement du meilleur jeune. Il dépasse finalement tous les espoirs, en remportant non seulement le classement du meilleur jeune, mais aussi la deuxième place finale.
Sur le Tour, Fabian Cancellara, qui a fait forte impression sur le Tour de Suisse peu auparavant, remporte deux étapes et porte sept jours le maillot jaune. Carlos Sastre, qui compte parmi les meilleurs en montagne, quoique nettement dépassé par Michael Rasmussen et le vainqueur final Alberto Contador, profite des exclusions d'Alexandre Vinokourov, contrôlé positif, et surtout du maillot jaune Michael Rasmussen, exclu par son équipe pour en avoir « violé le règlement interne », pour prendre à nouveau la quatrième place, malgré de mauvaises performances contre-la-montre.
Sur la Vuelta, Sastre débourse à nouveau trop de temps contre-la-montre, notamment sur la première étape contre-la-montre, mais se montre solide dans les étapes en ligne, et termine deuxième. Il ne menace cependant jamais sérieusement le vainqueur, porteur du maillot jaune sur l'essentiel des 21 étapes, Denis Menchov.
Un des sponsors de l'équipe, MAN Trucks, se retire au milieu de la saison 2007, à cause des multiples affaires de dopage (suspension de Basso et aveux de dopage de Riis).

#### 2008: Sastre vainqueur du Tour de France

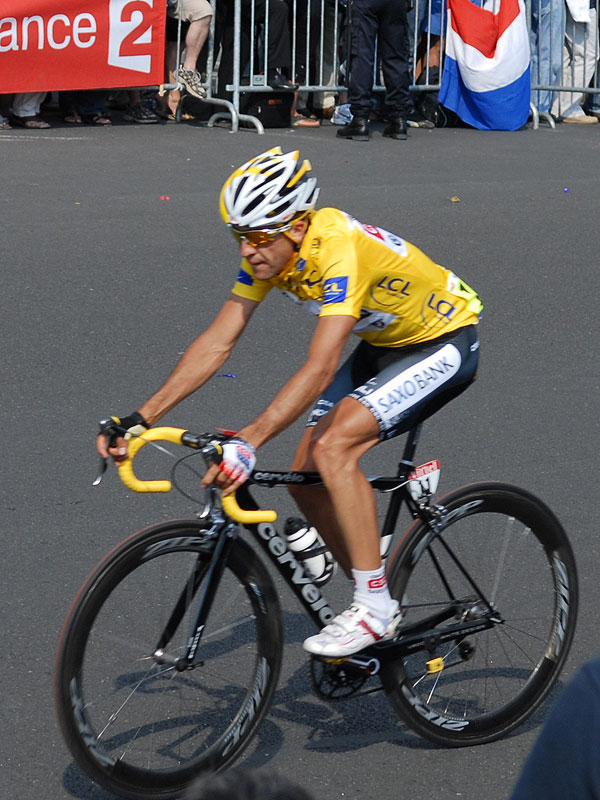
Carlos Sastre remporte le Tour de France 2008.

Au printemps 2008, CSC annonce que leur contrat de sponsoring ne sera pas reconduit, ce qui contraint Riis Cycling A/S à chercher un nouveau sponsor pour 2009. Mi-juin, Riis Cycling A/S annonce que Saxo Bank a signé un contrat de trois ans comme sponsor éponyme, qui prend effet immédiatement. L'équipe court le Tour de France 2008 sous le nom de Team CSC Saxo Bank.
Dès le début de la saison 2008, Juan José Haedo s'illustre une nouvelle fois en remportant rapidement cinq victoires. Jens Voigt, vainqueur du Critérium international de la route, Kurt Asle Arvesen, qui gagne le Grand Prix E3 le même week-end, et surtout Fabian Cancellara lui emboîtent le pas. Ce dernier remporte coup sur coup Tirreno-Adriatico et Milan-San Remo, puis termine deuxième de Paris-Roubaix, ce qui en fait le meilleur coureur du printemps. Pour compléter cette belle saison de classiques, Fränk Schleck obtient deux podiums sur les ardennaises.
Après un Tour d'Italie décevant, où le meilleur coureur de l'équipe, Gustav Larsson, n'est que 14e, l'équipe prend le départ du Tour de France avec pas moins de trois favoris dans ses rangs : Sastre et les frères Schleck. Dans les Pyrénées, Fränk laisse échapper le maillot jaune pour une seconde, tandis que son frère subit une lourde défaillance. Ce n'est que partie remise : Fränk Schleck s'empare du maillot jaune à Prato Nevoso lors de la 15e étape et le conserve le lendemain grâce au travail de son frère, qui prend le maillot blanc de meilleur jeune. La 17e étape est la plus impressionnante de l'équipe : Sastre remporte l'étape avec plus de deux minutes d'avance sur son dauphin et prend le maillot jaune à son coéquipier Fränk Schleck, qui reste deuxième. Troisième de l'étape, Andy Schleck conforte son maillot blanc. À l'arrivée à Paris, Sastre remporte son premier grand tour, le deuxième de l'équipe. Fränk Schleck, en difficulté dans le dernier contre-la-montre, termine sixième et Andy Schleck onzième et meilleur jeune. En outre, Arvesen, Cancellara et Sastre remportent chacun une étape.
La fin de saison est marquée notamment par le titre de Champion olympique du contre-la-montre de Cancellara et par la victoire de Voigt au Tour de Pologne devant son coéquipier Lars Bak. Sur le Tour d'Espagne, Sastre prend la troisième place finale, sans être monté sur le podium d'une seule étape. Matti Breschel y remporte sa première victoire d'étape sur un grand tour, à l'occasion de la dernière étape, avant d'obtenir la médaille de bronze aux Championnats du monde.

#### 2009: Andy Schleck deuxième du Tour de France

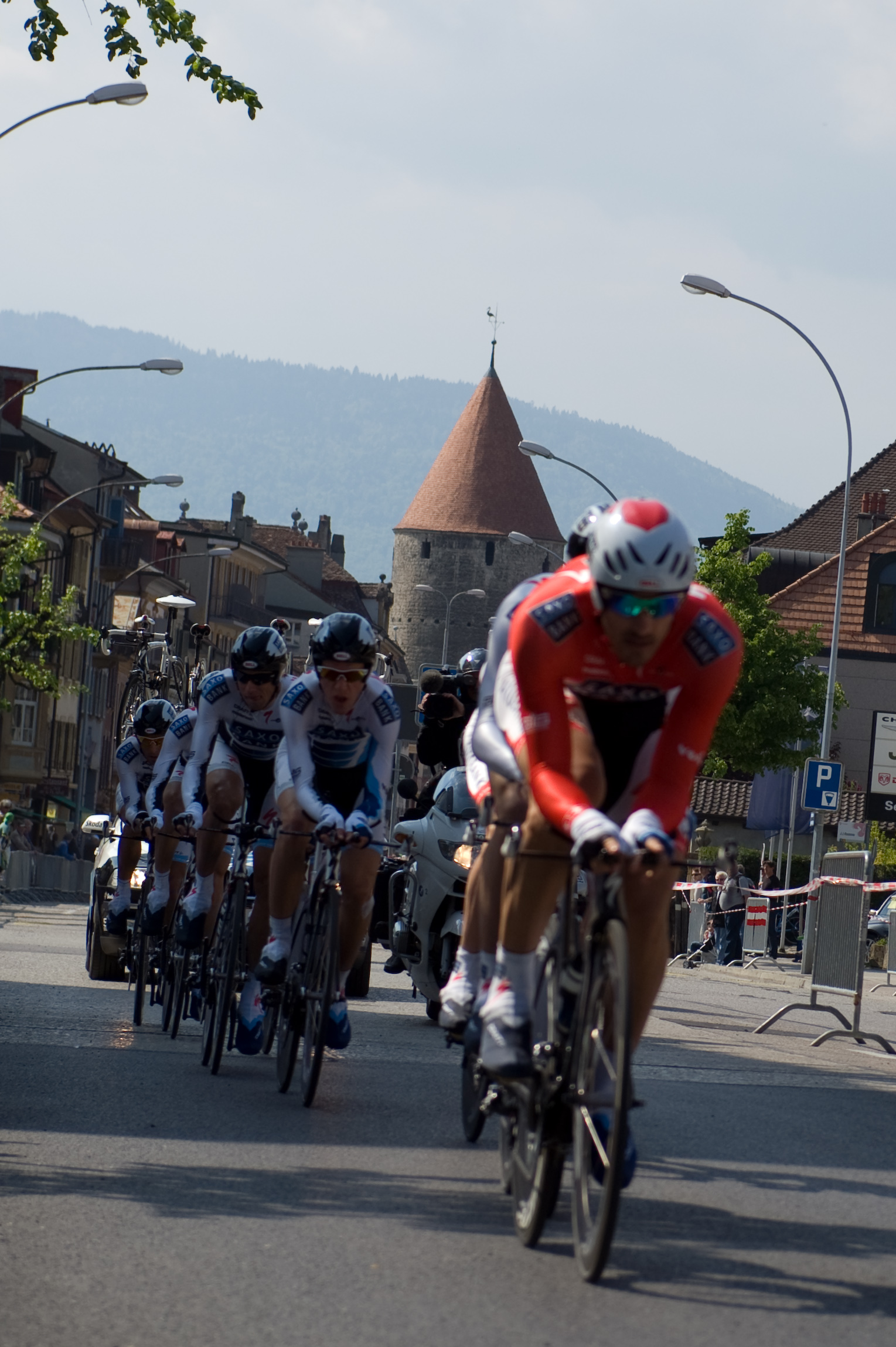
L'équipe emmenée par Fabian Cancellara sur le Tour de Romandie 2009.

Le 28 septembre 2008, l'équipe annonce que IT Factory sera co-sponsor en 2009. Mais l'entreprise est mise en liquidation deux mois plus tard. L'équipe change de fournisseur de cycles en 2009 et choisit le producteur californien Specialized.
L'intersaison voit le départ du vainqueur du Tour, Carlos Sastre, qui laisse les rênes de l'équipe à Cancellara et aux frères Schleck, et de Bobby Julich, un des piliers de l'équipe, parti à la retraite. En contrepartie, Riis embauche des coureurs prometteurs comme Jakob Fuglsang ou Dominic Klemme. Le début de saison voit Voigt remporter une nouvelle fois le Critérium international, et Fränk Schleck terminer deuxième de Paris-Nice. Cependant, en butte à des problèmes de santé, le leader pour les classiques flamandes, Cancellara, n'est pas à son niveau de l'année précédente et Stuart O'Grady se fracture la clavicule. C'est donc sur les ardennaises que l'équipe s'illustre : Karsten Kroon termine deuxième de l'Amstel Gold Race et Andy Schleck de la Flèche wallonne. Quelques jours plus tard, le jeune Luxembourgeois remporte le deuxième Liège-Bastogne-Liège de l'histoire de l'équipe. Au mois de juin, Cancellara, de retour, remporte son tour national, et l'équipe gagne cinq championnats nationaux, dont ceux de Suisse et du Luxembourg. Lors du Tour de France, les Saxo Bank animent la course, avec trois victoires d'étape (avec Fabian Cancellara, Nicki Sørensen et Fränk Schleck) et six jours en jaune pour Cancellara. Dans les Alpes, les frères Schleck attaquent à plusieurs reprises Alberto Contador, mais Andy doit se contenter de la deuxième place, et Fränk de la cinquième.
En fin de saison, le jeune Jakob Fuglsang remporte le Tour du Danemark pour la deuxième fois. Aux Championnats du monde à Mendrisio, en Suisse, les coureurs de l'équipe obtiennent trois médailles : Cancellara remporte un nouveau titre sur le contre-la-montre, et Gustav Larsson et Alexandr Kolobnev terminent deuxièmes respectivement de l'épreuve contre-la-montre et de l'épreuve en ligne. Kolobnev clôt la saison en terminant sur le podium du Tour de Lombardie.

#### 2010: Andy Schleck vainqueur du Tour de France

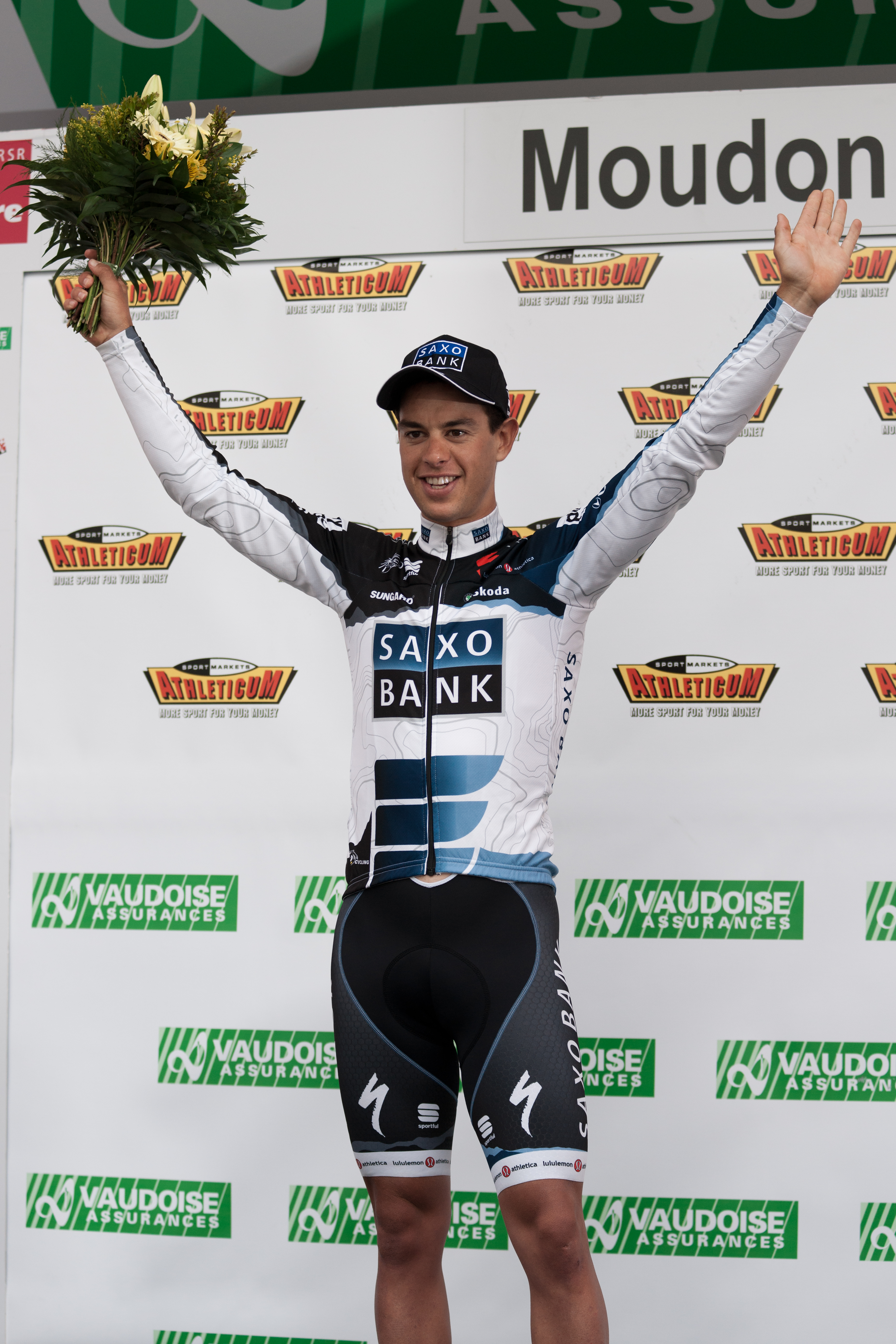
Richie Porte célèbre sa victoire au Tour de Romandie et est la révélation du début de saison.

2010 est censée être la dernière année du sponsor Saxo Bank. Pour cette nouvelle saison, l'équipe perd plusieurs coureurs importants faute de budget, comme Karsten Kroon, Kurt Asle Arvesen ou Alexandr Kolobnev. Riis affirme cependant que l'équipe est d'un niveau comparable aux autres années et se fixe pour objectif les classiques et le Tour de France, pour lequel il compte à nouveau sur les frères Schleck et sur Jakob Fuglsang. Après la cinquième place de Jens Voigt lors de Paris-Nice, l'équipe obtient plusieurs victoires lors des classiques flandriennes. Matti Breschel remporte tout d'abord À travers les Flandres avant que Fabian Cancellara ne remporte successivement le Grand Prix E3, le Tour des Flandres et Paris-Roubaix en suscitant des doutes dans les semaines qui suivent quant à l'usage d'un vélo à assistance électrique dans ces deux dernières courses.
L'équipe remporte trois étapes lors du Tour d'Italie. Richie Porte porte le maillot rose pendant trois jours et finit l'épreuve en septième position et remporte le maillot blanc de meilleur jeune. En juin, grâce à Fränk Schleck, l'équipe remporte pour la deuxième année consécutive le Tour de Suisse et gagne ensuite six championnats nationaux dont deux doublés course en ligne/contre-la-montre au Danemark et au Luxembourg. Lors du Tour de France, l'équipe est handicapée dès la 3e étape par la chute de Fränk Schleck qui provoque son abandon. Cela n'empêche pas Andy Schleck de terminer une nouvelle fois deuxième du classement final derrière Alberto Contador après avoir porté 6 jours le maillot jaune et remporté deux étapes ainsi que le maillot blanc. Andy Schleck est déclaré vainqueur de ce Tour de France en 2012 à la suite du déclassement de Contador. Fabian Cancellara remporte également deux victoires en contre-la-montre et porte aussi durant 6 jours le maillot jaune.
Après le Tour de France, Jakob Fuglsang remporte son troisième Tour du Danemark consécutif début août. À la fin du mois, Fränk Schleck, remis de sa blessure du Tour, se présente sur la Vuelta avec l'ambition de la remporter, aidé en cela par son frère Andy. Il se classe cinquième de la course, à 4 minutes 45 secondes du vainqueur, Vincenzo Nibali. La fin de saison est marquée par le quatrième titre mondial de Fabian Cancellara en contre-la-montre et la deuxième place de Matti Breschel lors de l'épreuve en ligne. La saison se clôture par la quatrième place de Jakob Fuglsang lors du Tour de Lombardie. L'équipe remporte le classement par équipes du Calendrier mondial UCI. Au classement individuel, Andy Schleck se classe treizième juste devant Fabian Cancellara et son frère Fränk,.
Peu avant le Tour de France, Kim Andersen, un des directeurs sportifs de l'équipe, annonce son départ en vue de créer une équipe au Luxembourg aux côtés de Brian Nygaard. Cette équipe a comme objectif d'obtenir une licence ProTour. La rumeur envoie les frères Schleck dans cette équipe,. Un mois plus tard, les frères Schleck annoncent leur départ de l'équipe de Bjarne Riis. En fin de saison, les rapports entre Riis et les Schleck s'enveniment. Ainsi, lors de la Vuelta, Andy Schleck et Stuart O'Grady sont exclus de l'équipe pour avoir participé à une soirée arrosée entre deux étapes. À l'issue de la saison, les frères Schleck quittent donc l'équipe pur intégrer le Team Leopard-Trek. Avec eux partent également Fabian Cancellara, Jakob Fuglsang, Dominic Klemme, Anders Lund, Stuart O'Grady et Jens Voigt. Matti Breschel quitte aussi l'équipe pour rejoindre Rabobank.

#### 2011: départ des frères Schleck, arrivée de Contador

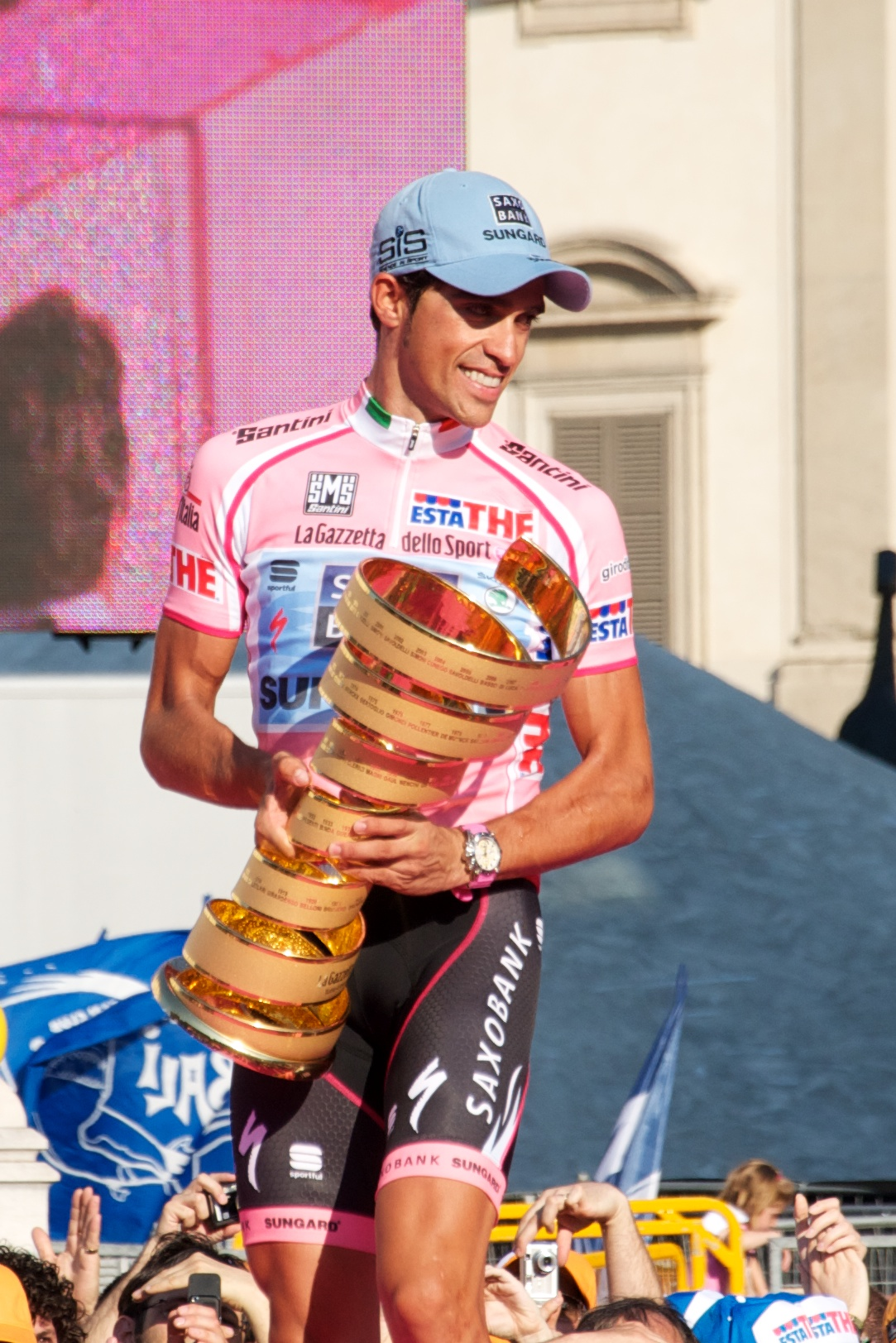
Alberto Contador célèbre sa victoire du Tour d'Italie 2011 sur la piazza del Duomo à Milan avec le maillot rose et la coupe.

Pour cette saison 2011, l'équipe change de nom en intégrant l'entreprise Sungard, déjà présente en tant que sponsor mineur en 2010, comme co-sponsor maillot pour une durée prévue de deux ans. Le budget prévu est de l'ordre de 7 millions d'euros,. Après l'annonce du départ de huit coureurs vers Team Leopard-Trek dont les leaders Fränk Schleck, Andy Schleck et Fabian Cancellara, il s'impose que l'équipe en trouve de nouveaux et les remplace au plus vite. Pour ce faire, Bjarne Riis recrute le triple vainqueur du Tour de France, Alberto Contador ainsi que trois compatriotes espagnols, à savoir Jesús Hernández Blázquez, Daniel Navarro et Benjamín Noval en provenance d'Astana. Ayant également perdu Matti Breschel, Dominic Klemme, Frank Høj, Stuart O'Grady en plus de Cancellara,, l'équipe se voit fortement affaiblie pour la campagne des classiques pavées, c'est pourquoi Nick Nuyens et Matteo Tosatto sont recrutés,.
Alberto Contador, contrôlé positif au clenbuterol en août 2010 voit sa participation au prochain Tour de France incertaine et décide de prendre part au Tour d'Italie. Malgré les controverses qui planent autour de lui, Contador offre la première victoire de la saison pour l'équipe au Tour de Murcie en y remportant le classement général et deux étapes,. Nick Nuyens remporte le 23 mars à À travers les Flandres pendant que le même jour, Alberto Contador gagne une étape du Tour de Catalogne,. Quelques jours plus tard, Contador remporte le classement général de l'épreuve espagnole,. Début avril, Nuyens remporte le Tour des Flandres au sprint devant Sylvain Chavanel et le favori Fabian Cancellara. Le Tour d'Italie a lieu en mai, avec Contador comme principal favori. L'Espagnol endosse le maillot rose au terme de la neuvième étape qui se termine au sommet de l'Etna. Il remporte également le contre-la-montre en côte de Nevegal,. Il s'impose au classement final avec une avance de plus de six minutes sur son dauphin au classement général, Michele Scarponi,.
L'équipe se fait ensuite plus discrète, notamment lors des championnats nationaux, où seuls Nicki Sørensen (Danemark, course en ligne) et Gustav Larsson (Suède, contre-la-montre) s'imposent. Après un bon Critérium du Dauphiné de Chris Anker Sørensen où il prend la onzième place du classement général final, Contador est le favori du Tour de France malgré le Giro dans les jambes. Ce Tour débute pourtant mal, avec une perte de plus d'une minute sur ses principaux adversaires dans la première semaine. Contador se montre incapable de remonter au classement et perd toute chance de victoire lors de l'étape du col du Galibier. Malgré une tentative d'échappée le lendemain lors de l'étape de l'Alpe d'Huez, il termine le Tour en cinquième position, sans gagner la moindre étape.
Après le Tour, Richie Porte remporte une étape du Tour du Danemark et Michael Mørkøv est troisième du classement général. Juan José Haedo remporte une étape du Tour d'Espagne. Chris Anker Sørensen est le coureur le mieux placé de l'équipe sur cette Vuelta avec sa douzième place au classement final. La dernière victoire de la saison est obtenue mi-septembre en France lors du Grand Prix d'Isbergues et elle est l’œuvre de Jonas Aaen Jørgensen. Alberto Contador termine finalement à la troisième place du classement individuel de l'UCI World Tour 2011 et l'équipe Saxo Bank-Sungard à la neuvième place du classement par équipes. Cependant, Alberto Contador est disqualifié en 2012 de l'intégralité des courses 2011 à la suite de l'affaire du contrôle positif au clenbuterol.

#### 2012: suspension de Contador puis victoire à la Vuelta, arrivée du sponsor Tinkoff

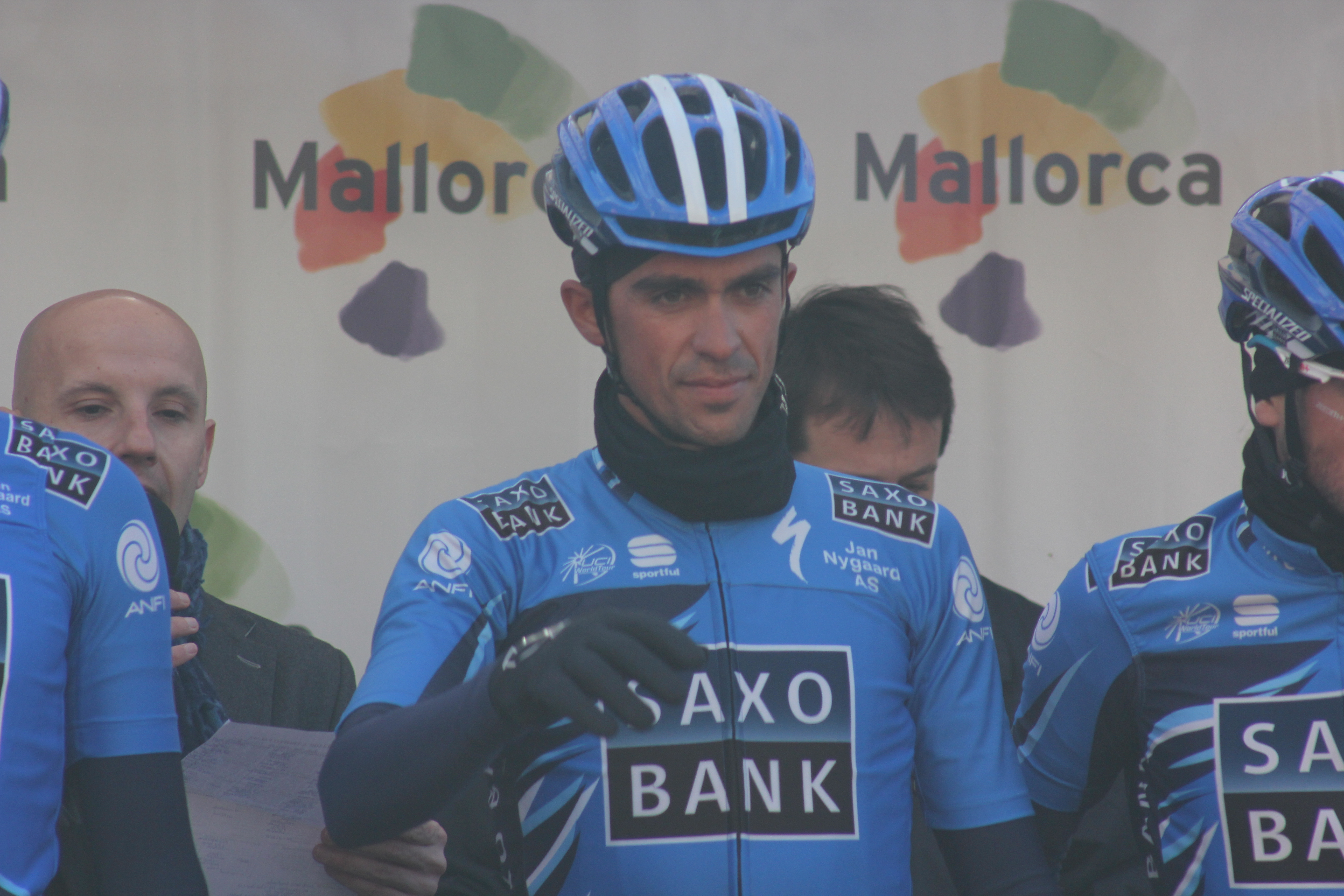
Alberto Contador est suspendu rétroactivement pour deux ans et effectue son retour le 6 août.

L'équipe reprend en 2012 le nom qu'elle avait en 2009 et 2010 à la suite du départ du co-sponsor Sungard. Son budget atteint les neuf millions d'euros. Grâce au renouvellement pour un an de sa licence obtenu en novembre 2011, Saxo Bank fait partie de la première division des équipes professionnelles et participe donc à l'ensemble des courses de l'UCI World Tour. L'effectif enregistre sept départs dont celui de Richie Porte, départs compensés par neuf arrivées. Parmi les nouveaux coureurs figurent Sérgio Paulinho qui vient épauler Contador sur les grands tours et Karsten Kroon, déjà dans l'équipe de 2006 à 2009, qui vient pour jouer un rôle sur les classiques aux côtés de Nick Nuyens,.
Le tribunal arbitral du sport décide au début du mois de février de suspendre, à la suite d'un contrôle positif au clenbuterol lors du Tour de France 2010, Alberto Contador pour deux années jusqu'au 5 août 2012 et le disqualifie de ce Tour de France ainsi que des courses courues en 2011. Les points UCI remportés par Contador durant ces courses étant retirés, la licence UCI World Tour de l'équipe est alors menacée. Au début du mois d'avril, la commission des licences de l'UCI maintient la licence de l'équipe pour l'année 2012. À la fin du mois de juin, l'arrivée d'un nouveau sponsor est annoncée, l'équipe prend alors le nom de Saxo Bank-Tinkoff Bank à partir du Tour de France. Les deux co-sponsors s'engagent jusqu'à la fin de la saison 2013.
Saxo Bank est confrontée au début du mois de mars à plusieurs blessures qui touchent ses coureurs principaux. Ainsi, Nick Nuyens doit renoncer dès le début du mois de mars à défendre son titre sur le Tour des Flandres en raison d'une fracture de hanche survenue durant Paris-Nice. De même, Rafał Majka, alors leader prévu pour le Tour d'Italie, ne peut finalement y participer en raison d'une chute sur Tirreno-Adriatico qui le blesse à un genou. Malgré ces blessures, l'équipe obtient durant ce même mois ses premières victoires de la saison lors du Tour de Taïwan grâce à Jonathan Cantwell qui gagne deux étapes au sprint. L'équipe pour le Tour d'Italie a pour leader Juan José Haedo qui s'impose fin avril sur le Grand Prix de Denain et vise des victoires d'étapes. Elle ne s'impose pas, Haedo n'obtenant qu'un podium sur la troisième étape et Manuele Boaro la quatrième place de la première étape. Ne remportant aucun championnat national en juin, l'équipe participe en juillet au Tour de France. Michael Mørkøv figure dans plusieurs échappées en début de Tour, relayé ensuite par Chris Anker Sørensen en montagne, toutefois sans succès. Sørensen, 14e à Paris malgré une blessure à une main nécessitant une opération, est le meilleur coureur de l'équipe au classement général et obtient le Prix de « super-combatif ». À l'issue de ce Tour de France, Saxo Bank-Tinkoff Bank est dernière du classement par équipes de l'UCI World Tour.
En août, Daniel Navarro gagne la troisième étape du Tour de l'Ain. De retour de suspension le même mois, Alberto Contador est quatrième de l'Eneco Tour et aborde la Vuelta en favori. Devancé de 28 secondes par Joaquim Rodríguez au bout de deux semaines de course, Contador renverse la situation à son avantage lors de la 17e étape en attaquant à cinquante kilomètres de l'arrivée et prend alors le maillot rouge de leader. Le classement n'évolue plus par la suite et Contador s'impose à Madrid. Ces résultats et les points World Tour qu'ils amènent permettent à l'équipe de quitter la dernière place du classement World Tour et de pointer alors en quinzième position. Pour la première édition du Championnat du monde du contre-la-montre par équipes de marques, l'équipe Saxo Bank-Tinkoff Bank, représentée par Manuele Boaro, Michael Mørkøv, Luke Roberts, Nicki Sørensen, David Tanner et Matteo Tosatto, se classe treizième d'une course remportée par Omega Pharma-Quick Step. Après une fin de saison marquée par deux victoires sur des courses d'un jour italiennes, l'équipe termine la saison au quinzième rang mondial avec Contador comme meilleur coureur en individuel avec sa douzième place.

#### 2013: meilleure équipe du Tour
L'équipe entame la saison 2013 sous le nouveau nom de Saxo-Tinkoff. En décembre 2012, Saxo-Tinkoff obtient le renouvellement pour deux ans de sa licence lui permettant de faire partie de la première division des équipes professionnelles et donc de participer à l'ensemble des courses de l'UCI World Tour. Par rapport à 2012, onze coureurs, dont Nick Nuyens, sont partis. Onze autres sont arrivés. Parmi eux, Roman Kreuziger, Nicolas Roche et Michael Rogers arrivent pour obtenir des résultats sur les courses à étapes et épauler Alberto Contador. Daniele Bennati, Matti Breschel ou Oliver Zaugg sont recrutés pour mener l'équipe sur les courses d'un jour,.
L'équipe obtient sa première victoire dès le mois de janvier, grâce à Alberto Contador. Pour sa première course de l'année, il gagne la sixième étape du Tour de San Luis. Contador est ensuite dominé en février sur le Tour d'Oman par Christopher Froome, puis est battu sur Tirreno-Adriatico par Vincenzo Nibali et à nouveau Froome. Lors des classiques, l'équipe remporte l'Amstel Gold Race grâce à Roman Kreuziger, parti en solitaire avant la dernière montée du Cauberg. Saxo-Tinkoff aborde ensuite le Tour d'Italie avec Rafał Majka comme chef de file. Le Polonais se classe finalement septième à plus de huit minutes du vainqueur Nibali et deuxième du classement du meilleur jeune derrière Carlos Betancur.

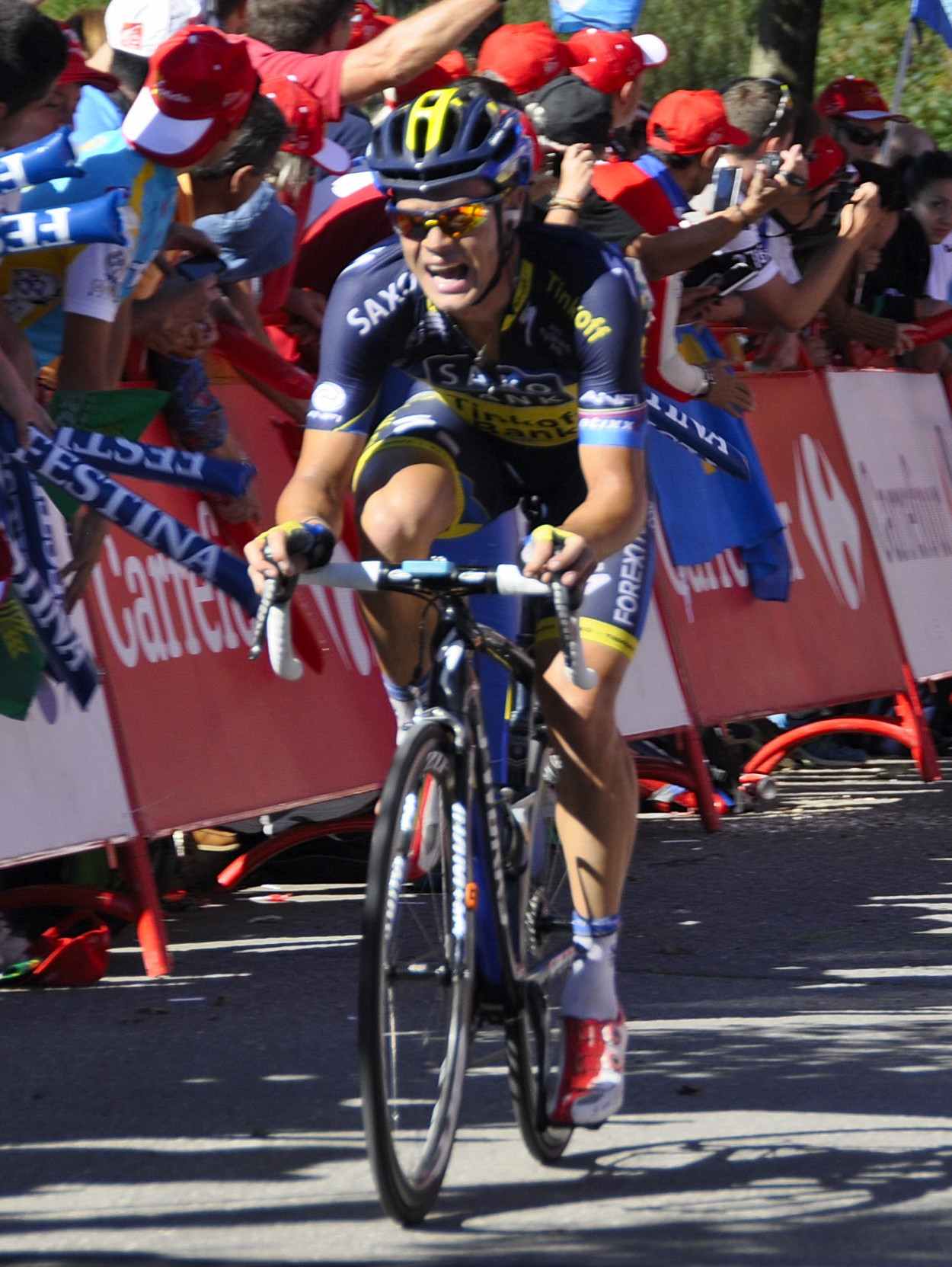
Nicolas Roche durant le Tour d'Espagne.

En préparation du Tour de France, Alberto Contador est dixième du Critérium du Dauphiné et Roman Kreuziger troisième du Tour de Suisse. Contador est le leader annoncé sur le Tour de France de l'équipe où ne figure aucun coureur danois, malgré la victoire dans son championnat national sur route de Michael Mørkøv,. Sur ce Tour de France, Contador ne peut rivaliser avec Christopher Froome. Il concède ainsi une minute quarante-cinq secondes au Britannique au sommet d'Ax 3 Domaines lors de la huitième étape puis deux minutes au terme du contre-la-montre du Mont-Saint-Michel. Malgré une minute de reprise grâce à une bordure sur la treizième étape, il perd à nouveau une minute quarante secondes au sommet du mont Ventoux. Contador est alors troisième du classement général juste devant son coéquipier Roman Kreuziger. Un temps deuxième et troisième du classement général en troisième semaine, Contador et Kreuziger perdent toute chance podium lors de la montée du Semnoz et terminent quatrième et cinquième à Paris.
Matti Breschel gagne en août deux étapes du Tour du Danemark. Le Tour d'Espagne commence pour l'équipe par la victoire de Nicolas Roche dans la deuxième étape. Michael Mørkøv s'impose ensuite au sprint dans la sixième étape Roche prend le maillot rouge à l'issue de la huitième étape et le garde une journée. Restant ensuite dans les premières positions du classement général, il termine finalement cinquième de cette Vuelta. Pour la deuxième édition du Championnat du monde du contre-la-montre par équipes de marques, l'équipe Saxo-Tinkoff, représentée par Manuele Boaro, Mads Christensen, Michael Mørkøv, Nicolas Roche, Nicki Sørensen et Matteo Tosatto, se classe neuvième d'une course remportée pour la deuxième année consécutive par Omega Pharma-Quick Step. La saison se termine par une dernière victoire de Michael Rogers dans la Japan Cup. Celle-ci lui est retirée ensuite après un contrôle antidopage positif pour lequel Rogers n'est toutefois pas sanctionné. Au classement final du World Tour, l'équipe termine sixième du classement par équipes alors que le meilleur coureur en individuel est Roman Kreuziger, onzième.

### L'équipe Tinkoff

#### 2014: victoire de Contador à la Vuelta

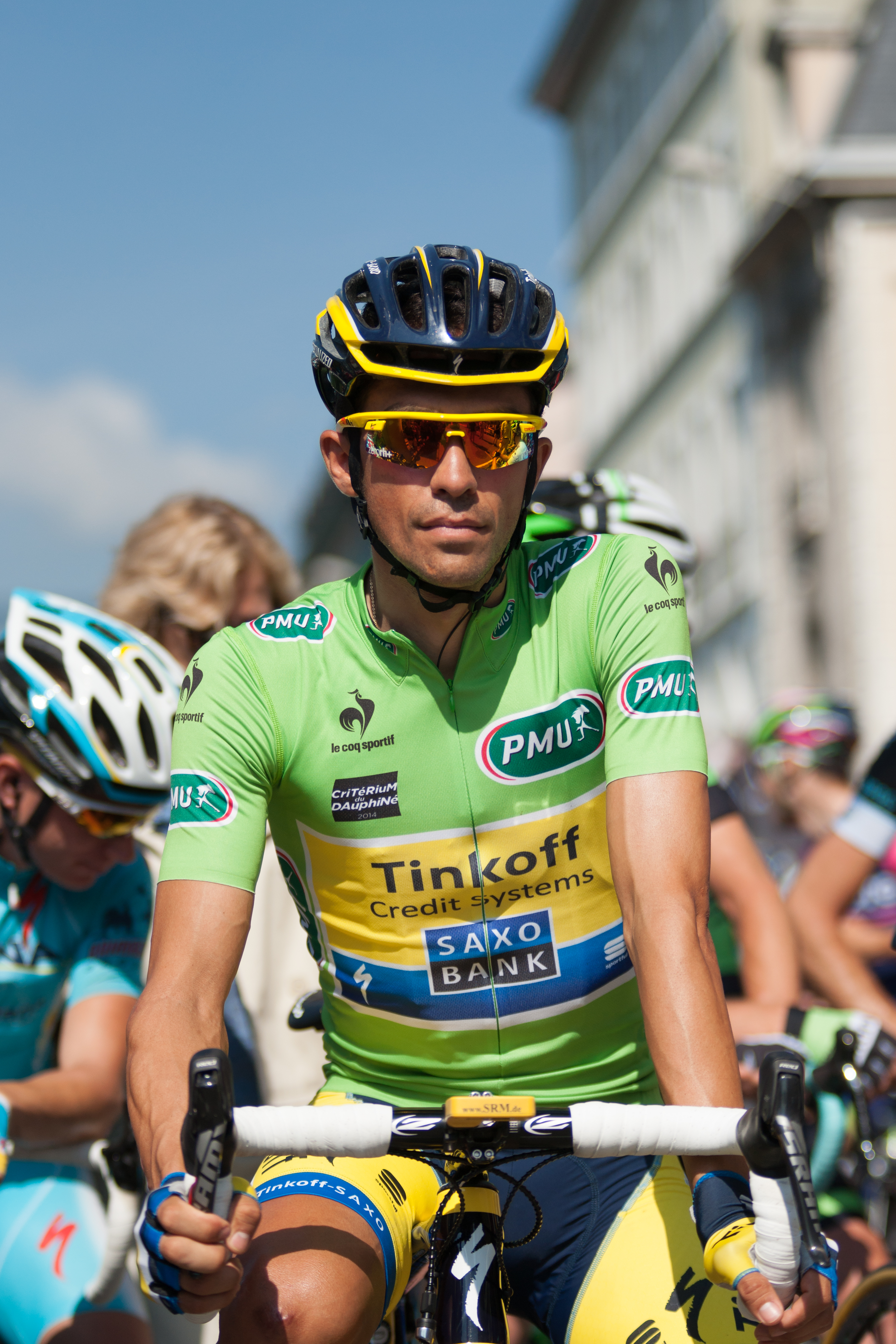
Alberto Contador lors du Critérium du Dauphiné.

Le 25 juillet 2013, Bjarne Riis annonce que la collaboration de Tinkoff Bank ne dépassera pas la saison 2013. L'équipe reprend alors le nom de Saxo Bank en 2014. En raison de restrictions budgétaires, l'équipe se sépare d'un directeur sportif, Dan Frost. Le 2 décembre 2013, Oleg Tinkov annonce avoir racheté l'équipe dont la structure juridique change de nom, passant de Riis Cycling à Tinkoff Sport. Bjarne Riis vend donc l'équipe mais en reste manager général. Tinkoff Credit Systems devient par la même occasion le sponsor principal et donne un nouveau nom à l'équipe : Tinkoff-Saxo. Pour cette saison, Alberto Contador reste le chef de file de la formation russe, Roman Kreuziger, Rafał Majka et Nicolas Roche étant également attendus sur les courses par étapes.
L'équipe obtient sa première victoire en février par Alberto Contador. qui gagne la quatrième étape du Tour de l'Algarve. Contador est deuxième de la course derrière Michał Kwiatkowski avant d'enchaîner les courses de niveau World Tour. Il gagne deux étapes et le classement général de Tirreno-Adriatico, est deuxième du Tour de Catalogne à quatre secondes de Joaquim Rodríguez et s'impose sur le Tour du Pays basque qu'il domine de bout en bout. Contrairement à la saison précédente, Roman Kreuziger ne remporte pas de classique ardennaise mais obtient deux places dans les dix premiers de la Flèche wallonne et de Liège-Bastogne-Liège. Comme en 2013, Rafał Majka est le meneur de l'équipe lors du Tour d'Italie. Sixième du classement général, Majka voit son coéquipier Michael Rogers remporter deux étapes lors de ce Giro. En juin, l'équipe est récompensée par les victoires de Matti Breschel sur deux étapes et le classement général du Tour de Luxembourg, une étape et le classement général de la Route du Sud grâce à Nicolas Roche ainsi que lors du Championnat du Danemark sur route grâce à Michael Valgren. De son côté, Contador affronte Christopher Froome au Critérium du Dauphiné. Alors qu'il prend l'ascendant sur son rival et la tête de l'épreuve sur l'avant-dernière étape, il est battu le dernier jour par l'attaque combinée de plusieurs adversaires. Il est finalement deuxième à 27 secondes du vainqueur, Andrew Talansky.
Une semaine avant le Tour de France, l'Union cycliste internationale (UCI) ouvre une procédure disciplinaire à l'encontre de Roman Kreuziger, en raison d'anomalies dans son passeport biologique concernant les années 2011 et 2012. En accord avec son coureur, l'équipe décide de ne pas lui faire prendre le départ de la Grande Boucle. Pour accompagner Alberto Contador, Kreuziger est remplacé par Rafał Majka. Sur la course, Contador doit abandonner sur chute durant la dixième étape et est atteint d'une fracture du tibia. En absence de son chef de file, Rogers remporte une étape, Majka gagne de son côté deux étapes et le classement du meilleur grimpeur. En parallèle du Tour de France, Evgueni Petrov remporte une étape du Tour d'Autriche.
En août, Majka gagne deux étapes et le classement général du Tour de Pologne pendant que Michael Valgren s'impose au Tour du Danemark, Manuele Boaro y ajoutant une victoire d'étape. Quelques semaines après sa fracture du tibia, Alberto Contador est au départ du Tour d'Espagne. Il en prend la tête à l'issue de la dixième étape où Nairo Quintana, précédent leader, est victime d'une chute. L'Espagnol remporte les seizième et vingtième étapes et le classement final, sa troisième victoire sur une Vuelta. Le 21 septembre, l'équipe participe à la troisième édition du Championnat du monde du contre-la-montre par équipes de marques. Manuele Boaro, Daniele Bennati, Christopher Juul Jensen, Nicolas Roche, Michael Rogers et Michael Valgren se classent cinquièmes d'une course remportée par BMC Racing. Suspendu provisoirement en août par l'UCI, Roman Kreuziger est acquitté le 22 septembre par le Comité olympique tchèque et peut reprendre la compétition. Tinkoff-Saxo finit la saison à la troisième place du World Tour avec 1 186 points avec Contador comme meilleur coureur en individuel avec sa deuxième place.
Le budget de l'équipe est de dix millions d'euros.

#### 2015: victoire de Contador au Giro, arrivée de Sagan
La saison 2015 est la quinzième saison de l'équipe. L'effectif est modifié : cinq coureurs dont Nicolas Roche quittent la formation, six autres arrivent. Parmi ceux-ci, Peter Sagan figure comme un nouveau chef de file de l'équipe, plus axé sur les classiques, aux côtés d'Alberto Contador pour les courses à étapes et les grands tours.
La première victoire de la saison est à mettre à l'actif de Contador lors de la troisième étape du Tour d'Andalousie, une épreuve dont il est deuxième derrière Christopher Froome. Peter Sagan remporte ensuite la cinquième étape de Tirreno-Adriatico, épreuve que Contador termine à la cinquième place. Après Milan-San Remo où Sagan est quatrième, Oleg Tinkov met à pied le manager Bjarne Riis. Le manque de victoires de la formation en ce début de saison est mis en avant comme explication,, l'attitude de Riis également. En 2016, il est annoncé que la Saxo Bank se retire de l'équipe et que Tinkoff reste le seul sponsor.

## Personnalités de l'équipe

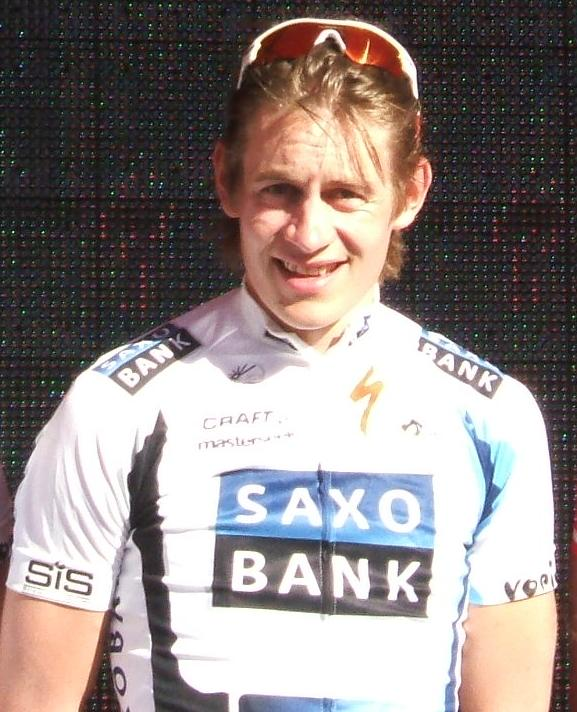
Kasper Klostergaard.

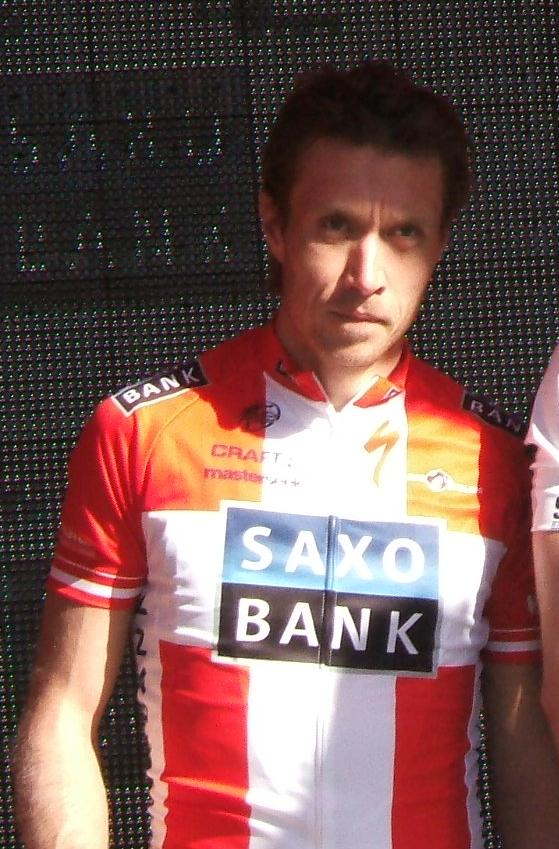
Nicki Sørensen.

Ce tableau présente les résultats obtenus au sein de l'équipe par une sélection de coureurs qui se sont distingués soit par le rôle de leader ou de capitaine de route qui leur a été attribué pendant tout ou partie de leur passage dans l'équipe (comme Brian Holm, leader de l'équipe à ses débuts), soit en remportant une course majeure pour l'équipe (comme Jörg Jaksche, vainqueur de Paris-Nice 2004), soit encore par leur place dans l'histoire du cyclisme en général (comme Michele Bartoli, 1er mondial en 1998). La majorité des coureurs cités se distinguent par plusieurs de ces caractéristiques.
| Nom                  | Naissance | Nationalité | Arrivée | Départ | Résultats |
| Brian Holm           | 1962      | Danemark    | 1998    | 1998   | |
| Jesper Skibby        | 1964      | Danemark    | 1998    | 2000   | |
| Bo Hamburger         | 1970      | Danemark    | 2000    | 2001   | Champion du Danemark (2000) |
| Jakob Piil           | 1973      | Danemark    | 2000    | 2006   | Paris-Tours (2002) Une étape du Tour de France |
| Tristan Hoffman      | 1970      | Pays-Bas    | 2000    | 2006   | 2e de Paris-Roubaix (2004) |
| Rolf Sørensen        | 1965      | Danemark    | 2001    | 2001   | |
| Laurent Jalabert     | 1968      | France      | 2001    | 2002   | Classique de Saint-Sébastien (2001, 2002) deux fois meilleur grimpeur du Tour de France et 2 étapes |
| Nicki Sørensen       | 1975      | Danemark    | 2001    | 2014   | Champion du Danemark (2003, 2008, 2010, 2011) Une étape du Tour d'Espagne (2005) Une étape du Tour de France (2009) |
| Michael Rasmussen    | 1974      | Danemark    | 2002    | 2002   | Tour d'Émilie (2002) |
| Tyler Hamilton       | 1971      | États-Unis  | 2002    | 2003   | Liège-Bastogne-Liège (2003) 2e du Tour d'Italie et une étape (2002) Tour de Romandie (2003) 4e du Tour de France et une étape (2003) |
| Carlos Sastre        | 1975      | Espagne     | 2002    | 2008   | Tour de France (2008) et 2 étapes Deux fois 2e, 3e et 4e du Tour d'Espagne |
| Andrea Tafi          | 1966      | Italie      | 2003    | 2003   | 5e de Paris-Roubaix (2003) |
| Fränk Schleck        | 1980      | Luxembourg  | 2003    | 2010   | Amstel Gold Race (2006) 2 étapes du Tour de France (2006 et 2009) Tour de Suisse (2010) |
| Michele Bartoli      | 1970      | Italie      | 2004    | 2004   | |
| Jörg Jaksche         | 1976      | Allemagne   | 2004    | 2004   | Paris-Nice (2004) |
| Ivan Basso           | 1977      | Italie      | 2004    | 2006   | Tour d'Italie (2006) et 6 étapes 2e et 3e du Tour de France et une étape |
| Bobby Julich         | 1971      | États-Unis  | 2004    | 2008   | Paris-Nice (2005) Eneco Tour (2005) |
| Jens Voigt           | 1971      | Allemagne   | 2004    | 2010   | Tour d'Allemagne (2006, 2007) Tour de Pologne (2008) Une étape du Tour d'Italie Une étape du Tour de France |
| Andy Schleck         | 1985      | Luxembourg  | 2005    | 2010   | Tour de France 2010 et 2 étapes Liège-Bastogne-Liège (2009) 2e du Tour d'Italie (2007) 2e du Tour de France (2009) |
| Stuart O'Grady       | 1973      | Australie   | 2006    | 2010   | Paris-Roubaix (2007) |
| Fabian Cancellara    | 1981      | Suisse      | 2006    | 2010   | Paris-Roubaix (2006, 2010) · Milan-San Remo (2008) · Tour des Flandres (2010) · Tirreno-Adriatico (2008) · Tour de Suisse (2009) · 5 étapes du Tour de France · 2 étapes du Tour d'Espagne · Champion du monde du contre-la-montre (2006, 2007, 2009 et 2010) · Champion olympique du contre-la-montre (2008) |
| Chris Anker Sørensen | 1984      | Danemark    | 2007    | 2015   | Champion du Danemark (2015) Prix de la combativité du Tour de France (2012) Une étape du Tour d'Italie (2010) |
| Juan José Haedo      | 1981      | Argentine   | 2007    | 2013   | Une étape du Tour d'Espagne (2011) |
| Gustav Larsson       | 1980      | Suède       | 2008    | 2011   | Vice-champion olympique du contre-la-montre (2008) · Une étape du Tour d'Italie (2010) |
| Michael Mørkøv       | 1985      | Danemark    | 2009    | 2015   | Champion du Danemark (2013) Une étape du Tour d'Espagne (2013) |
| Richie Porte         | 1985      | Australie   | 2010    | 2011   | 7e du Tour d'Italie (2010) |
| Nick Nuyens          | 1980      | Belgique    | 2011    | 2012   | Tour des Flandres (2011) |
| Alberto Contador     | 1982      | Espagne     | 2011    |        | Tour d'Espagne (2012 et 2014) Tour d'Italie (2015) 3 étapes du Tour d'Espagne Tirreno-Adriatico (2014) Tour du Pays basque (2014 et 2016) |
| Rafał Majka          | 1989      | Pologne     | 2011    |        | Champion de Pologne (2016) Trois étapes du Tour de France (2014 et 2015) 3e du Tour d'Espagne 2015 7e du Tour d'Italie 2013 6e du Tour d'Italie 2014 Meilleur grimpeur du Tour de France (2014 et 2016) Tour de Pologne (2014)                                                                                |
| Roman Kreuziger      | 1986      | Tchéquie    | 2013    |        | Amstel Gold Race (2013) 5e du Tour de France (2013) |
| Nicolas Roche        | 1984      | Irlande     | 2013    | 2015   | Une étape du Tour d'Espagne (2013) 5e du Tour d'Espagne (2013) |
| Michael Rogers       | 1979      | Australie   | 2013    | 2016   | Deux étapes du Tour d'Italie (2014) Une étape du Tour de France (2014) |
| Peter Sagan          | 1990      | Slovaquie   | 2015    |        | Champion du monde sur route (2015) Une étape du Tour d'Espagne (2015) Tour des Flandres (2016) Gand-Wevelgem (2016) Classement par points du Tour de France (2015 et 2016) Prix de la combativité du Tour de France (2016) Trois étapes du Tour de France (2016)                                              |

Sont mentionnées en gras les victoires sur les trois grands tours et les cinq principales classiques, dites « monuments ».

## Palmarès et statistiques

### Principales victoires

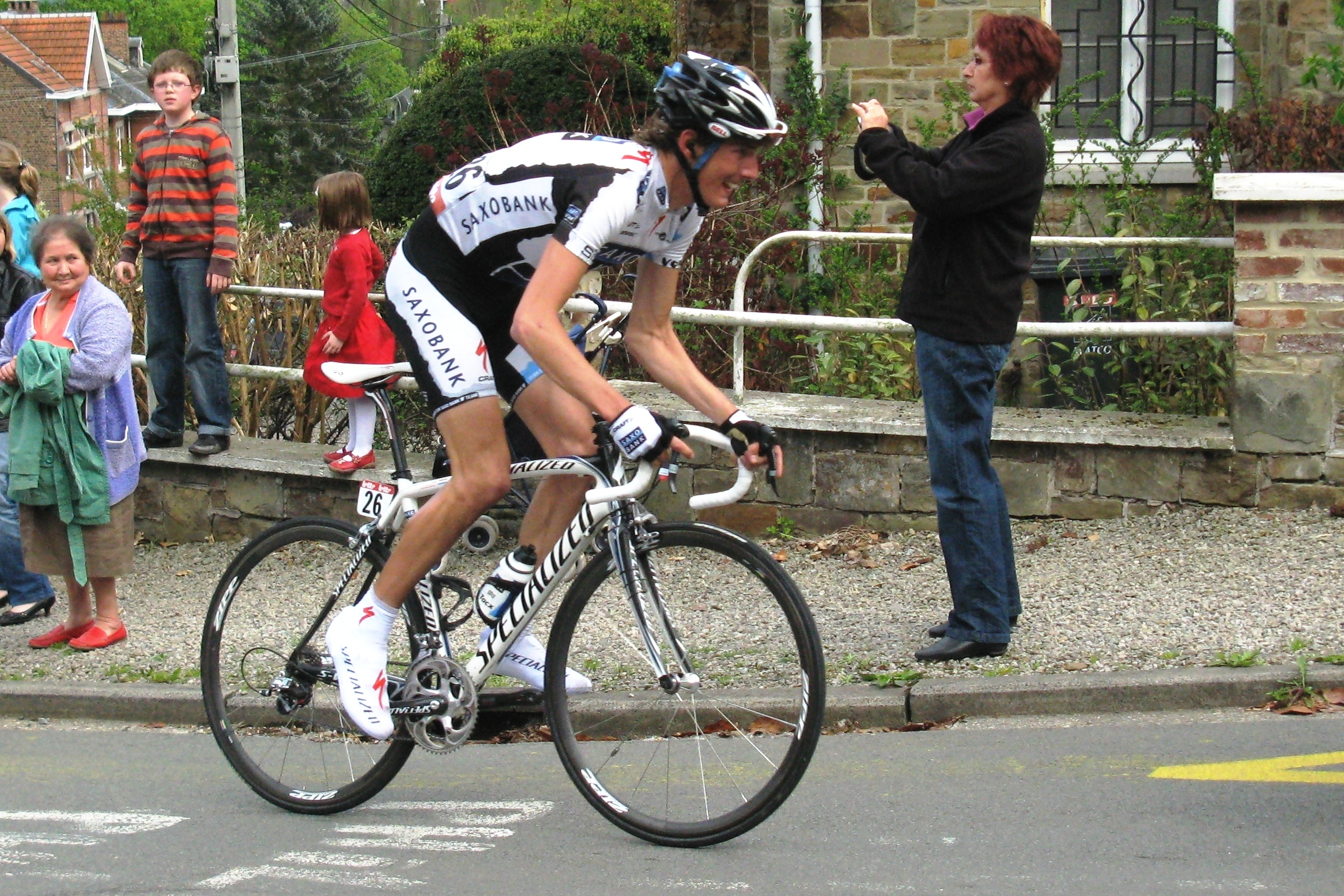
Victoire d'Andy Schleck dans Liège-Bastogne-Liège 2009.

Cette partie détaille les victoires obtenues par l'équipe dans les courses faisant partie du ProTour ou de niveau équivalent. On dénombre cinq victoires sur les grands tours, 13 victoires dans les classiques et 11 autres sur les courses par étapes d'une semaine.

#### Classiques
- Classique de Saint-Sébastien : 2001 et 2002 (Laurent Jalabert)
- Paris-Tours : 2002 (Jakob Piil)
- Liège-Bastogne-Liège : 2003 (Tyler Hamilton) et 2009 (Andy Schleck)
- Amstel Gold Race : 2006 (Fränk Schleck), 2013 (Roman Kreuziger)
- Paris-Roubaix : 2006 (Fabian Cancellara), 2007 (Stuart O'Grady) et 2010 (Fabian Cancellara)
- Milan-San Remo : 2008 (Fabian Cancellara)
- Tour des Flandres : 2010 (Fabian Cancellara), 2011 (Nick Nuyens) et 2016 (Peter Sagan)
- Gand-Wevelgem : 2016 (Peter Sagan)

#### Grands tours
L'équipe compte 42 participations dans les grands tours entre 2000 et 2016, avec les résultats suivants :
- Tour de France

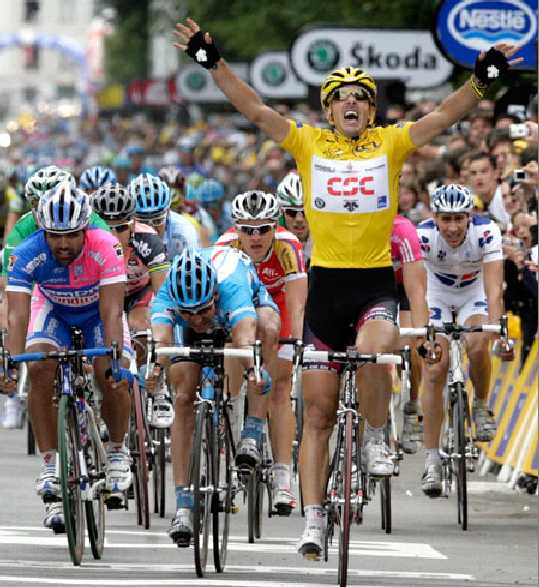
Victoire d'étape de Fabian Cancellara sur le Tour de France 2007.

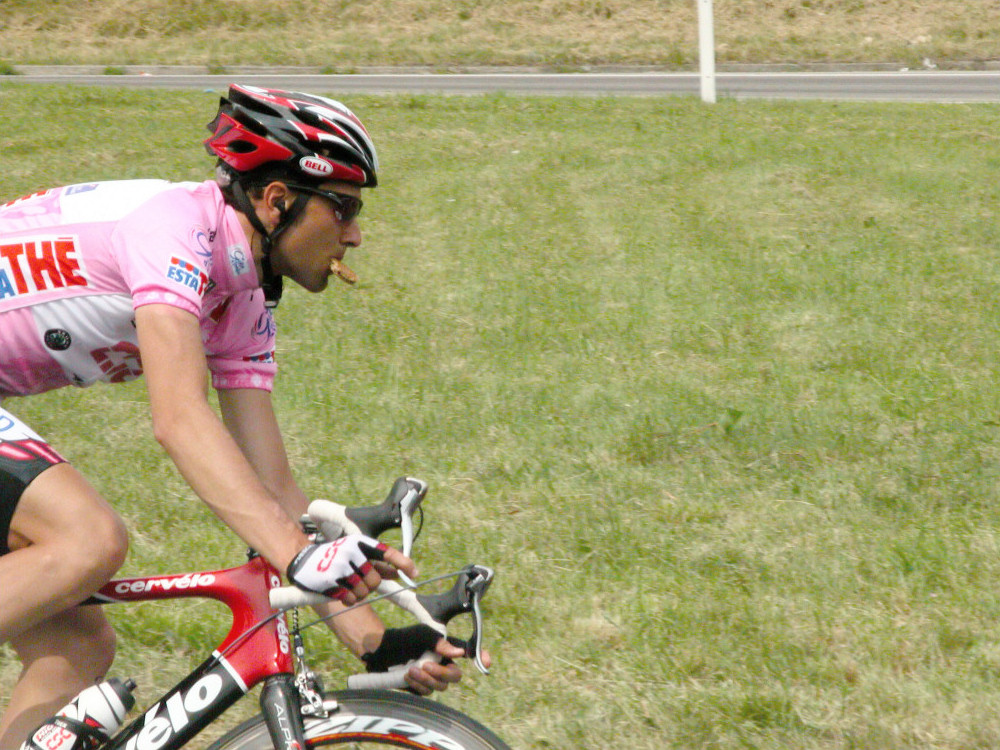
Ivan Basso remporte le Tour d'Italie 2006.

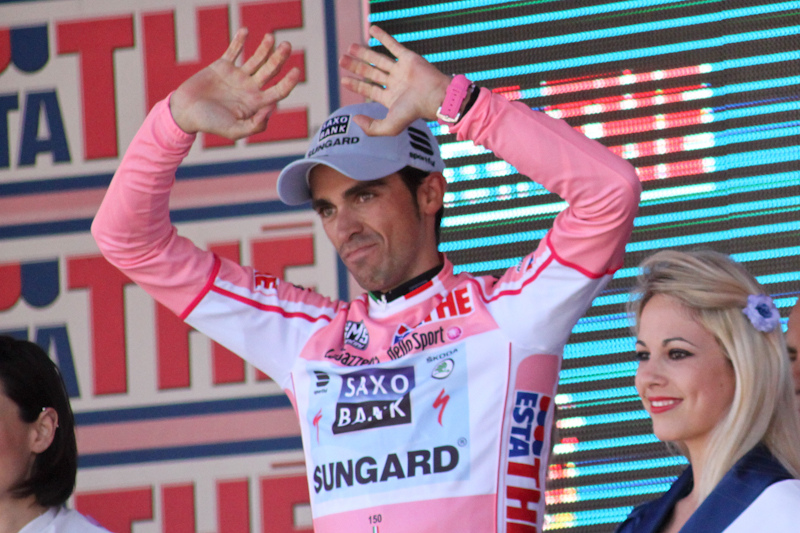
Alberto Contador lors de la cérémonie protocolaire de la du Tour d'Italie 2011.

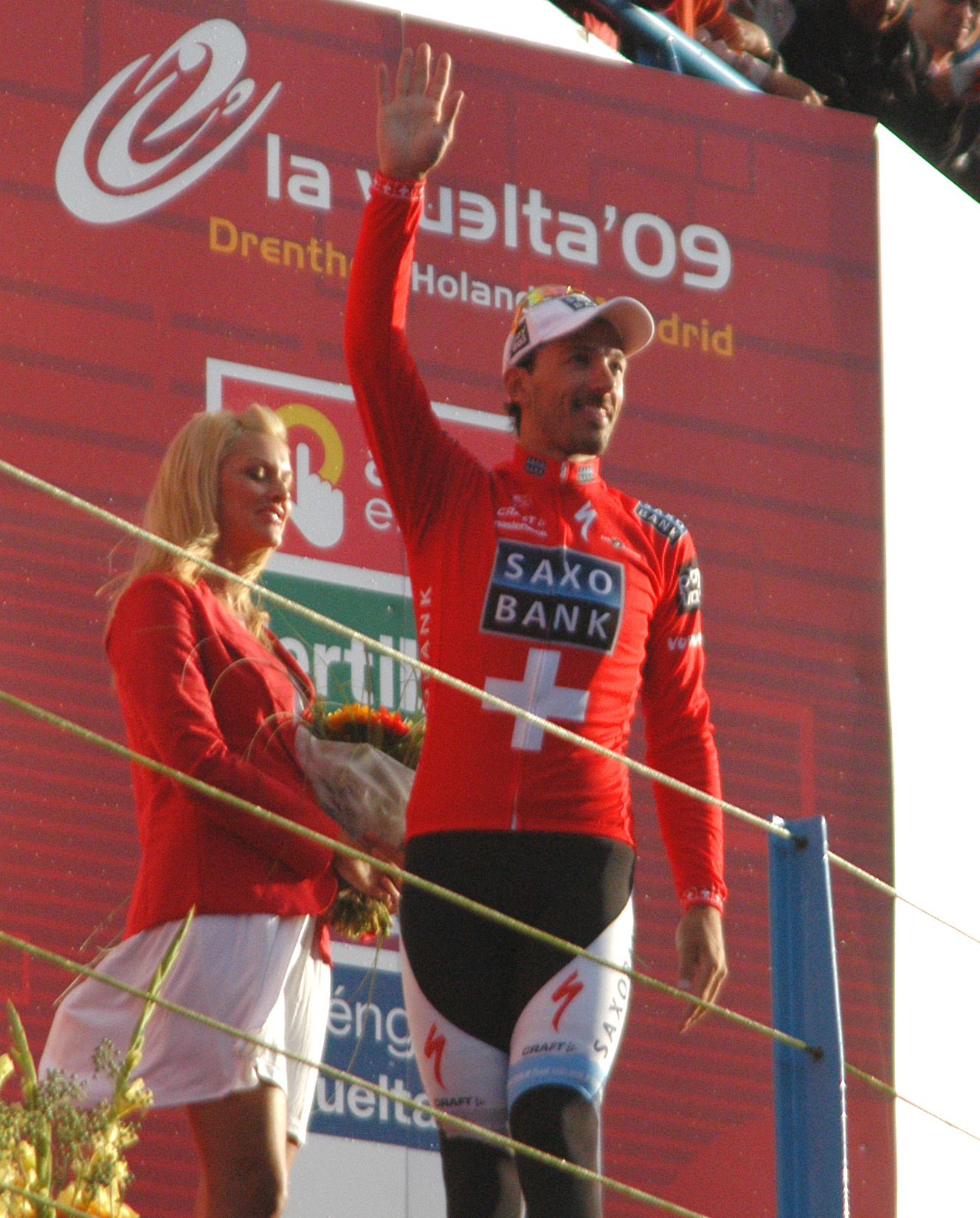
Fabian Cancellara sur le Tour d'Espagne 2009.

  - 17 participations (2000, 2001, 2002, 2003, 2004, 2005, 2006, 2007, 2008, 2009, 2010, 2011, 2012, 2013, 2014, 2015, 2016)
  - 29 victoires d'étapes :
    - 2 en 2001 : Laurent Jalabert (2)
    - 3 en 2003 : Tyler Hamilton, Carlos Sastre, Jakob Piil
    - 1 en 2004 : Ivan Basso
    - 1 en 2005 : David Zabriskie
    - 3 en 2006 : Fränk Schleck, Jens Voigt, Carlos Sastre
    - 2 en 2007 : Fabian Cancellara (2)
    - 3 en 2008 : Carlos Sastre, Fabian Cancellara, Kurt Asle Arvesen
    - 3 en 2009 : Fabian Cancellara, Nicki Sørensen, Fränk Schleck
    - 4 en 2010 : Fabian Cancellara (2), Andy Schleck (2)
    - 3 en 2014 : Rafał Majka (2), Michael Rogers
    - 1 en 2015 : Rafał Majka
    - 3 en 2016 : Peter Sagan (3)

  -  2 victoires finales
    - 2008 : Carlos Sastre
    - 2010 : Andy Schleck[n 1]

  - 5 podiums
  - 16 classements annexes
    -  Classement par équipes (2003, 2008 et 2013)
    -  Grand Prix de la montagne : Laurent Jalabert (2001 et 2002), Rafał Majka (2014 et 2016)
    -  Classement du meilleur jeune : Andy Schleck: (2008, 2009 et 2010)
    -  Prix de la combativité : Laurent Jalabert (2001, 2002), Chris Anker Sørensen (2012) et Peter Sagan (2016)
    -  Classement par points : Peter Sagan (2015 et 2016)
- Tour d'Italie
  - 13 participations (2002, 2005, 2006, 2007, 2008, 2009, 2010, 2011, 2012, 2013, 2014, 2015, 2016)
  - 14 victoires d'étapes :
    - 1 en 2002 : Tyler Hamilton
    - 3 en 2005 : Ivan Basso (2), David Zabriskie
    - 4 en 2006 : Ivan Basso (3), contre-la-montre par équipes
    - 1 en 2007 : Kurt Asle Arvesen
    - 1 en 2008 : Jens Voigt
    - 2 en 2010 : Chris Anker Sørensen, Gustav Larsson
    - 2 en 2014 : Michael Rogers

  -  2 victoires finales
    - 2006 : Ivan Basso
    - 2015 : Alberto Contador

  - 2 podiums
  - 2 classements annexes
    -  Classement du meilleur jeune : Andy Schleck (2007) et Richie Porte (2010)
- Tour d'Espagne
  - 14 participations (2003, 2004, 2005, 2006, 2007, 2008, 2009, 2010, 2011, 2012, 2013, 2014, 2015, 2016)
  - 11 victoires d'étapes 
    - 1 en 2005 : Nicki Sørensen
    - 1 en 2006 : contre-la-montre par équipes
    - 1 en 2008 : Matti Breschel
    - 2 en 2009 : Fabian Cancellara
    - 1 en 2011 : Juan José Haedo
    - 1 en 2012 : Alberto Contador
    - 2 en 2013 : Nicolas Roche et Michael Mørkøv
    - 2 en 2014 : Alberto Contador
    - 1 en 2015 : Peter Sagan

  -  2 victoires finales
    - 2012 : Alberto Contador
    - 2014 : Alberto Contador

  - 4 podiums
  - 2 classements annexes
    -  Prix de la combativité : Alberto Contador (2012, 2016)

#### Autres courses par étapes

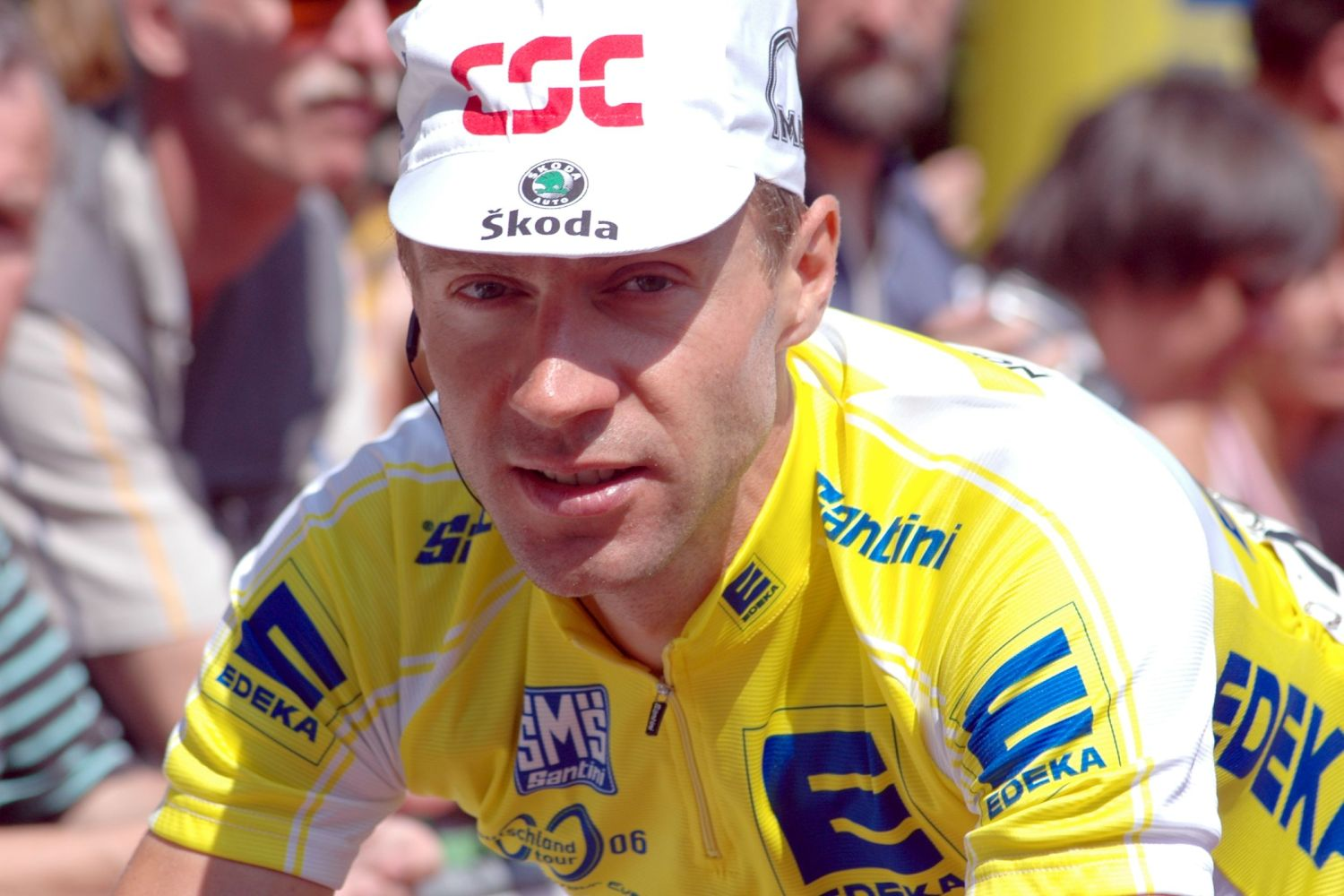
Le Tour d'Allemagne 2006 est remporté par Jens Voigt.

- Paris-Nice : 2004 (Jörg Jaksche) et 2005 (Bobby Julich)
- Tirreno-Adriatico : 2008 (Fabian Cancellara) et 2014 (Alberto Contador)
- Tour de Suisse : 2009 (Fabian Cancellara) et 2010 (Fränk Schleck)
- Tour de Romandie : 2003 (Tyler Hamilton)
- Tour d'Allemagne : 2006 et 2007 (Jens Voigt)
- Eneco Tour : 2005 (Bobby Julich)
- Tour de Pologne : 2008 (Jens Voigt) et 2014 (Rafał Majka)
- Tour du Pays basque : 2014 et 2016 (Alberto Contador)
- Tour de Californie : 2015 (Peter Sagan)

#### Championnats nationaux
- Championnats d'Autriche sur route : 1
  - Contre-la-montre : 2006 (Peter Luttenberger)
- Championnats de Belgique sur route : 1
  - Contre-la-montre : 1999 (Marc Streel)
- Championnats du Danemark sur route : 28
  - Course en ligne : 1999 (Nicolaj Bo Larsen), 2000 (Bo Hamburger), 2001 (Jakob Piil), 2002 (Michael Sandstød), 2003, 2008, 2010, 2011 (Nicki Sørensen), 2004 (Michael Blaudzun), 2005 (Lars Bak), 2006 (Allan Johansen), 2009 (Matti Breschel), 2013 (Michael Mørkøv), 2014 (Michael Valgren) et 2015 (Chris Anker Sørensen)
  - Contre-la-montre : 1999, 2000, 2002, 2004 (Michael Sandstød), 2001, 2003, 2005 (Michael Blaudzun), 2006 (Brian Vandborg), 2007, 2008, 2009 (Lars Bak), 2010 (Jakob Fuglsang) et 2015 (Christopher Juul Jensen)
- Championnats des États-Unis sur route : 2
  - Contre-la-montre : 2006 et 2007 (David Zabriskie)
- Championnats de Grande-Bretagne sur route : 1
  - Course en ligne : 2016 (Adam Blythe)
- Championnats de Lettonie sur route : 1
  - Course en ligne : 2000 (Arvis Piziks)
- Championnats du Luxembourg sur route : 6
  - Course en ligne : 2005, 2008, 2010 (Fränk Schleck) et 2009 (Andy Schleck)
  - Contre-la-montre : 2005 et 2010 (Andy Schleck)
- Championnats de Norvège sur route : 3
  - Course en ligne : 2008 et 2009 (Kurt Asle Arvesen)
  - Contre-la-montre : 2006 (Kurt Asle Arvesen)
- Championnats de Pologne sur route : 3
  - Course en ligne : 2016 (Rafał Majka)
  - Contre-la-montre : 2010 (Jarosław Marycz) et 2016 (Maciej Bodnar)
- Championnats de République tchèque sur route : 1
  - Course en ligne : 2016 (Roman Kreuziger)
- Championnats de Russie sur route : 1
  - Contre-la-montre : 2005 (Vladimir Gusev)
- Championnats de Slovaquie sur route : 3
  - Course en ligne : 2015 (Peter Sagan) et 2016 (Juraj Sagan)
  - Contre-la-montre : 2015 (Peter Sagan)
- Championnats de Suède sur route : 3
  - Course en ligne : 2009 (Marcus Ljungqvist)
  - Contre-la-montre : 2010 et 2011 (Gustav Larsson)
- Championnats de Suisse sur route : 4
  - Course en ligne : 2009 (Fabian Cancellara)
  - Contre-la-montre : 2006, 2007 et 2008 (Fabian Cancellara)

#### Championnats du monde
- Championnat du monde sur route : 2015 et 2016 (Peter Sagan)
- Championnat du monde du contre-la-montre : 2006, 2007, 2009 et 2010 (Fabian Cancellara)

#### Jeux olympiques
- Contre-la-montre des Jeux olympiques : 2008 (Fabian Cancellara)

### Classements UCI par équipes
De 1998 à 2004, l'équipe est classée parmi les Groupes Sportifs I, la première catégorie des équipes cyclistes professionnelles, excepté lors de la saison 1999. Les classements détaillés ci-dessous pour cette période sont ceux de la formation en fin de saison.
| Saison | Classement par équipes | Meilleur coureur au classement individuel |
| ------ | ---------------------- | ----------------------------------------- |
| 1998   | 32e                    | Arvis Piziks (121e)                       |
| 1999   | 1re (GSII)             | Nicolaj Bo Larsen (64e)                   |
| 2000   | 19e                    | Tristan Hoffman (54e)                     |
| 2001   | 16e                    | Laurent Jalabert (21e)                    |
| 2002   | 10e                    | Laurent Jalabert (14e)                    |
| 2003   | 11e                    | Tyler Hamilton (11e)                      |
| 2004   | 2e                     | Ivan Basso (11e)                          |

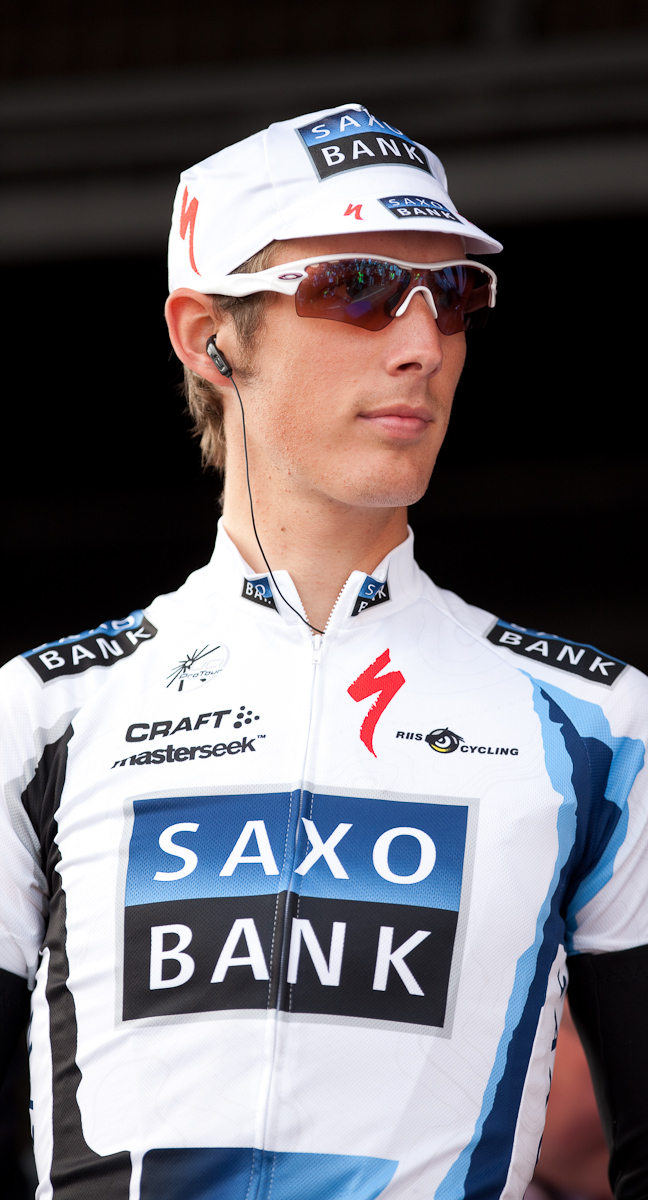
Andy Schleck est quatrième du Calendrier mondial UCI 2009.

À partir de 2005, l'équipe dispute le ProTour, qui donne lieu en fin de saison à un classement des 20, puis 18 équipes le composant.
| Saison | Classement par équipes | Meilleur coureur au classement individuel |
| ------ | ---------------------- | ----------------------------------------- |
| 2005   | 1re                    | Bobby Julich (9e)                         |
| 2006   | 1re                    | Fränk Schleck (3e)                        |
| 2007   | 1re                    | Carlos Sastre (12e)                       |
| 2008   | 3e                     | Jens Voigt (17e)                          |

En 2009, le ProTour est remplacé par le Calendrier mondial UCI.
| Saison | Classement par équipes | Meilleur coureur au classement individuel |
| ------ | ---------------------- | ----------------------------------------- |
| 2009   | 4e                     | Andy Schleck (4e)                         |
| 2010   | 1re                    | Andy Schleck (9e)                         |

En 2011, le calendrier mondial UCI est remplacé par l'UCI World Tour.
| Saison | Classement par équipes | Meilleur coureur au classement individuel |
| ------ | ---------------------- | ----------------------------------------- |
| 2011   | 18e                    | Nick Nuyens (44e)                         |
| 2012   | 15e                    | Alberto Contador (12e)                    |
| 2013   | 6e                     | Roman Kreuziger (11e)                     |
| 2014   | 3e                     | Alberto Contador (2e)                     |
| 2015   | 7e                     | Alberto Contador (7e)                     |
| 2016   | 2e                     | Peter Sagan (1er)                         |

## Esprit d'équipe
Lorsque Bjarne Riis prend les rênes de l'équipe à l'hiver 2000, il embauche l'ancien ranger danois B.S. Christiansen comme consultant. Ensemble, ils créent un esprit d'équipe propre à la CSC, tant en termes de méthodes d'entraînement que d'ambiance d'équipe. Ils définissent quatre valeurs : communication, loyauté, engagement et respect, avec l'intention d'améliorer le travail de l'équipe. En outre, en dehors des plus importantes courses de la saison, il est décidé que l'équipe court chaque jour pour le coureur le plus en forme, et que les fonctions de capitaine d'équipe  et de leader sont séparées, pour éviter de concentrer toute la pression sur un seul coureur.
Pour dynamiser ces valeurs, les coureurs de l'équipe CSC partent pour un camp d'entraînement annuel, inspiré des méthodes militaires, où ils relèvent des défis physiques en temps limité. Selon B.S. Christiansen, ces camps ont pour objectif d'« apprendre aux gens qu'ils peuvent réaliser leurs objectifs en coopérant. Ils doivent faire de leur mieux dans les pires circonstances, où chaque décision a des conséquences ». Bobby Julich, ancien coureur de l'équipe, ajoute que « ces journées passées dans la nature nous ont rapprochés, et nous ont donné les stratégies pour travailler en équipe dans quelque situation de course que ce soit ».

## Dopage

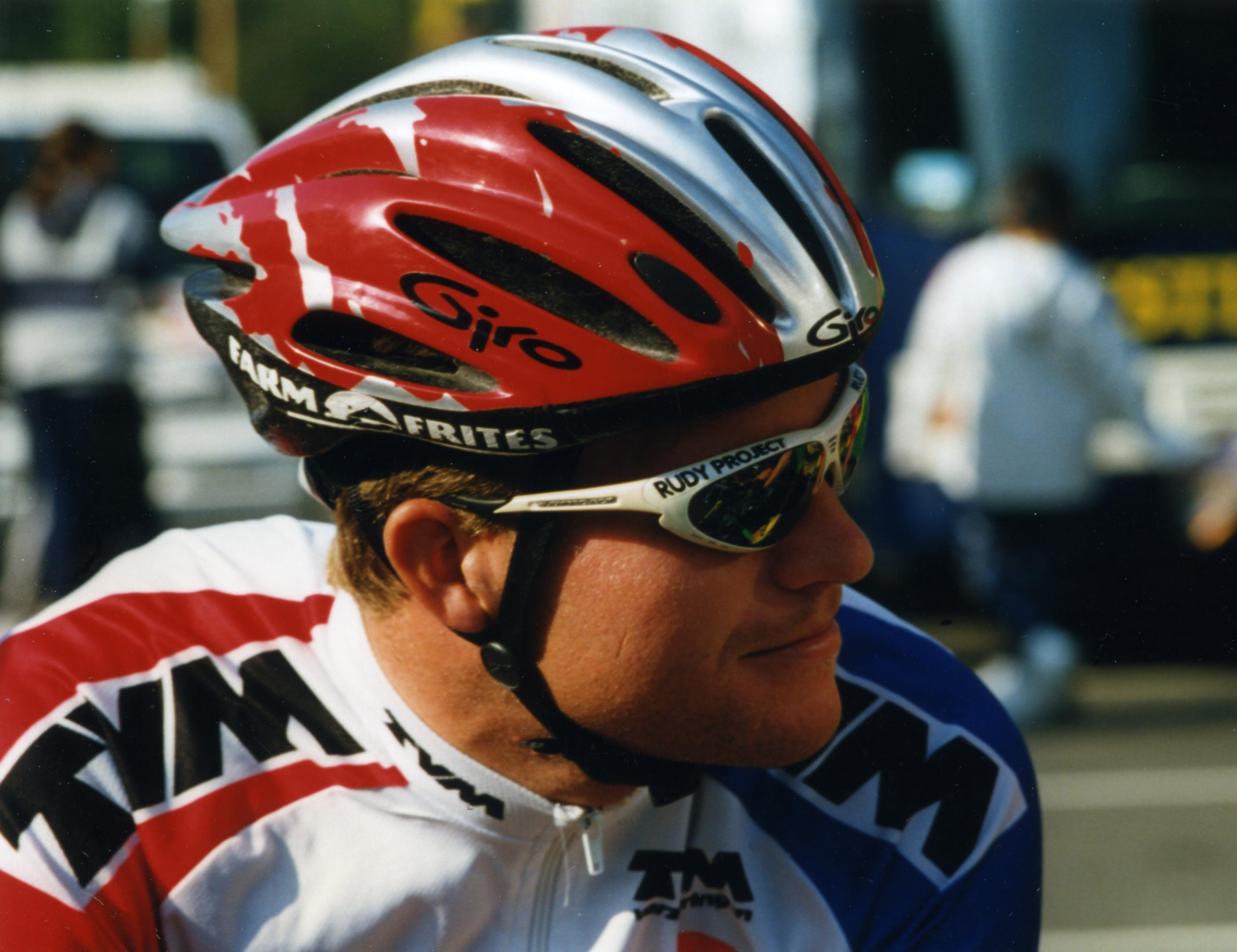
Bo Hamburger, ici en 1997, est contrôlé positif à l'EPO en 2001.

Dès ses débuts, l'équipe est en butte à des problèmes de dopage. Marc Streel, en 1999, puis Nicolai Bo Larsen en 2000 sont contrôlés avec un hématocrite supérieur à la limite de 50 % autorisés. En avril 2001, Bo Hamburger est contrôlé positif à l'EPO. Ces divers déboires coûtent à l'équipe le soutien de ses deux premiers sponsors, home et Jack & Jones. L'image de l'équipe est aussi écornée par les aveux de Riis, qui reconnaît en mai 2007 s'être dopé à l'occasion de sa victoire sur le Tour de France.
En 2006, le coureur danois Jesper Skibby, membre de l'équipe durant les trois dernières années de sa carrière de 1998 à 2000, avoue également s'être dopé de 1991 à 2000.
À la suite de l'implication d'Ivan Basso dans l'Affaire Puerto, l'équipe CSC met en place en 2006 un programme interne de lutte contre le dopage, sous la direction d'un expert danois, Rasmus Damsgaard. Riis le présente comme « le meilleur programme antidopage au monde », et assure qu'il permet de « prouver, sans doute possible, que nous sommes propres ». Après avoir écarté Basso, l'équipe a ainsi suivi l'exemple des équipes françaises en mettant en place un suivi longitudinal interne, plus exigeant que l'UCI. L'équipe est ainsi la première à dépenser une fraction conséquente de son budget à la lutte contre le dopage, et à organiser des tests sanguins hors compétition aussi nombreux et aussi complets pour ses coureurs. Depuis la mise en place de ce programme, l'équipe n'a plus été en butte à aucune affaire de dopage.
En 2007, plusieurs anciens coureurs de l'équipe Telekom reconnaissent la pratique du dopage au sein de cette équipe, à la suite des révélations de l'ancien soigneur Jef d'Hont. Bjarne Riis, membre de cette équipe de 1996 à 1999, admet à son tour s'être dopé de 1993 à 1998. Il déclare à propos de l'équipe CSC qu'il dirige : « Je ne veux pas que mon passé éclipse l'effort brillant fait par le Team CSC aujourd'hui. Nous sommes l'équipe numéro un dans le monde pour la deuxième année consécutive et je veux que mes coureurs et mes sponsors en soient fiers. Ils travaillent dans les règles, avec passion, professionnalisme et engagement, et je veux qu'ils continuent à le faire. »
Le coureur allemand Jörg Jaksche, membre de l'équipe CSC en 2004, affirme en 2007 s'être dopé depuis le début de sa carrière professionnelle en 1997. Il dit avoir arrêté de consommer de l'EPO après le Paris-Nice 2004 qu'il a remporté avec CSC, estimant que cela est alors devenu trop risqué en raison des contrôles antidopage inopinés effectués par l'Union cycliste internationale sur les 50 meilleurs coureurs du classement UCI. En 2012, Tyler Hamilton affirme que Riis lui aurait présenté le docteur Eufemiano Fuentes, impliqué dans l'affaire Puerto après avoir rejoint l'équipe, ce que le manager danois dément. Jaksche évoque de son côté « une organisation derrière tout cela, un système » permettant la pratique du dopage dans l'équipe,.
En 2013, une enquête est ouverte par l'agence danoise antidopage à la suite des témoignages de Christian Vande Velde, David Zabriskie et Tyler Hamilton, qui ont affirmé dans le cadre de l'enquête de l'agence américaine antidopage concernant Lance Armstrong s'être dopés pendant qu'ils couraient dans l'équipe danoise. Le journal danois Politiken affirme également que Michael Rasmussen aurait indiqué à ces enquêteurs l'existence de pratiques de dopage dans l'équipe quand il en était membre en 2001 et 2002 et que Bjarne Riis en était informé. Rasmussen met également en cause Riis dans un livre paru en fin d'année 2013, en lien avec ses déclarations passées et celles de Jörg Jaksche et Tyler Hamilton. Lars Seier, directeur de Saxo Bank déclare conserver sa confiance envers Bjarne Riis. En juin 2015, le rapport de la Commission antidopage et du Comité national olympique danois mentionne que selon eux, l'encadrement de la formation danoise, dont Bjarne Riis, étaient « au minimum » au courant de l'existence de pratiques dopantes au sein de l'équipe.

## Effectif en 2016
| Cycliste                 | Date de naissance | Nationalité | Équipe 2015                 |  |
| ------------------------ | ----------------- | ----------- | --------------------------- |  |
| Erik Baška               | 12 janvier 1994   | Slovaquie   | AWT-Greenway                |  |
| Daniele Bennati          | 24 septembre 1980 | Italie      | Tinkoff-Saxo                |  |
| Adam Blythe              | 1er octobre 1989  | Royaume-Uni | Orica-GreenEDGE             |  |
| Manuele Boaro            | 12 mars 1987      | Italie      | Tinkoff-Saxo                |  |
| Maciej Bodnar            | 7 mars 1985       | Pologne     | Tinkoff-Saxo                |  |
| Pavel Brutt              | 29 janvier 1982   | Russie      | Tinkoff-Saxo                |  |
| Alberto Contador         | 6 décembre 1982   | Espagne     | Tinkoff-Saxo                |  |
| Oscar Gatto              | 1er janvier 1985  | Italie      | Androni Giocattoli-Sidermec |  |
| Michael Gogl             | 4 novembre 1993   | Autriche    | Tirol                       |  |
| Jesper Hansen            | 23 octobre 1990   | Danemark    | Tinkoff-Saxo                |  |
| Jesús Hernández Blázquez | 28 septembre 1981 | Espagne     | Tinkoff-Saxo                |  |
| Robert Kišerlovski       | 9 août 1986       | Croatie     | Tinkoff-Saxo                |  |
| Michal Kolář             | 21 décembre 1992  | Slovaquie   | Tinkoff-Saxo                |  |
| Roman Kreuziger          | 6 mai 1986        | Tchéquie    | Tinkoff-Saxo                |  |
| Rafał Majka              | 12 septembre 1989 | Pologne     | Tinkoff-Saxo                |  |
| Jay McCarthy             | 8 septembre 1992  | Australie   | Tinkoff-Saxo                |  |
| Sérgio Paulinho          | 26 mars 1980      | Portugal    | Tinkoff-Saxo                |  |
| Evgueni Petrov           | 25 mai 1978       | Russie      | Tinkoff-Saxo                |  |
| Paweł Poljański          | 6 mai 1990        | Pologne     | Tinkoff-Saxo                |  |
| Michael Rogers           | 20 décembre 1979  | Australie   | Tinkoff-Saxo                |  |
| Ivan Rovny               | 30 septembre 1987 | Russie      | Tinkoff-Saxo                |  |
| Juraj Sagan              | 23 décembre 1988  | Slovaquie   | Tinkoff-Saxo                |  |
| Peter Sagan              | 26 janvier 1990   | Slovaquie   | Tinkoff-Saxo                |  |
| Matteo Tosatto           | 14 mai 1974       | Italie      | Tinkoff-Saxo                |  |
| Yury Trofimov            | 26 janvier 1984   | Russie      | Katusha                     |  |
| Nikolay Trusov           | 2 juillet 1985    | Russie      | Tinkoff-Saxo                |  |
| Michael Valgren          | 7 février 1992    | Danemark    | Tinkoff-Saxo                |  |
| Stagiaire                | Date de naissance | Nationalité | Équipe 2016                 |  |
| Davide Ballerini         | 21 septembre 1994 | Italie      | Hopplà-Petroli Firenze      |  |
| Lorenzo Fortunato        | 9 mai 1996        | Italie      | Hopplà-Petroli Firenze      |  |
| Andrea Montagnoli        | 27 juillet 1995   | Italie      | Hopplà-Petroli Firenze      |  |